# Barsinghausen

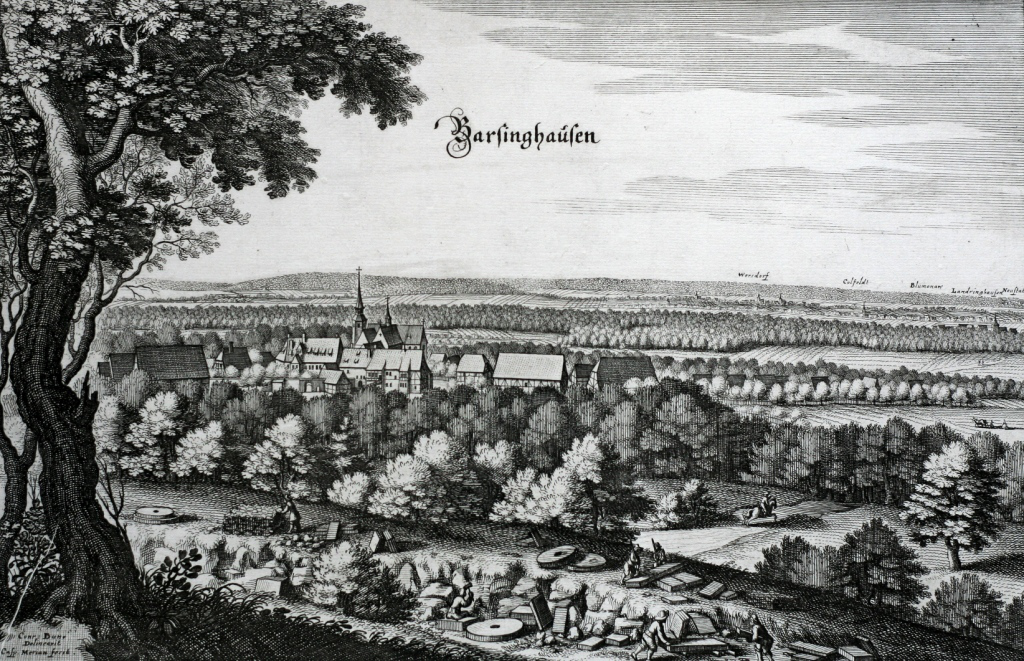
Barsinghausen nach Merian-Kupferstich um 1650

Barsinghausen (niederdeutsch Basche[husen]) ist eine Stadt und selbständige Gemeinde nach niedersächsischem Kommunalrecht in der niedersächsischen Region Hannover.

## Geografie

### Lage
Barsinghausen liegt am Höhenzug Deister im Übergangsgebiet zwischen den deutschen Mittelgebirgen und dem norddeutschen Tiefland. Die Stadt gehört administrativ zur Region Hannover und befindet sich im Calenberger Land, einer historischen Landschaft südwestlich von Hannover. Der Deister grenzt an das Weserbergland. Er dient als Naherholungsgebiet und ist in seinen Ausläufern vom Stadtzentrum Barsinghausen nur ca. 200 m entfernt. Der Ort liegt in der Calenberger Lössbörde mit fruchtbaren Ackerböden.
Das Stadtgebiet weist zwischen Groß Munzel und dem Deisterkamm einen Höhenunterschied von mehr als 300 m auf. Die SGB Stadtentwicklungsgesellschaft Barsinghausen mbH greift im Logo die Zahl „142 üNN“ auf und verweist damit auf die Höhenunterschiede (Reliefenergie) im Stadtgebiet.

### Stadtgliederung

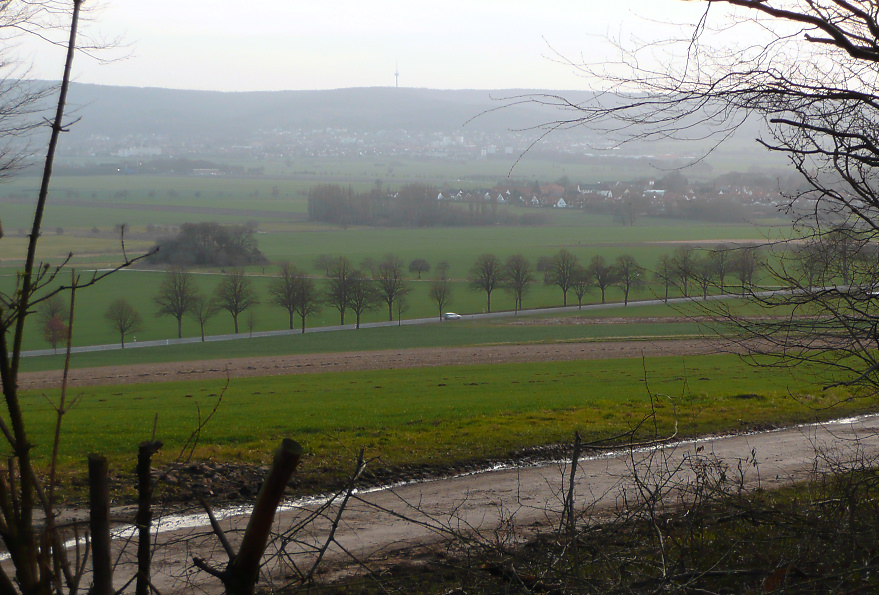
Blick vom Stemmer Berg über Großgoltern nach Barsinghausen und zum Deister

Die Stadt besteht aus den folgenden Ortsteilen (Einwohnerzahlen in Klammern):
- Bantorf (1250)
- Barrigsen (214)
- Barsinghausen (14.597)
- Eckerde (551)
- Egestorf (7331)
- Göxe (532)
- Großgoltern (1317)
- Groß Munzel (1162)
- Hohenbostel (1571)
- Holtensen (255)
- Kirchdorf (2044)
- Landringhausen (912)
- Langreder (1030)
- Nordgoltern (454)
- Ostermunzel (336)
- Stemmen (600)
- Wichtringhausen (525)
- Winninghausen (1046)

### Nachbargemeinden
Barsinghausen grenzt an Wunstorf, Seelze, Gehrden, Bad Nenndorf, Wennigsen (Deister), Springe, Lauenau und Bad Münder am Deister und somit auch an Teile der Landkreise Hameln-Pyrmont und Schaumburg.

## Geschichte

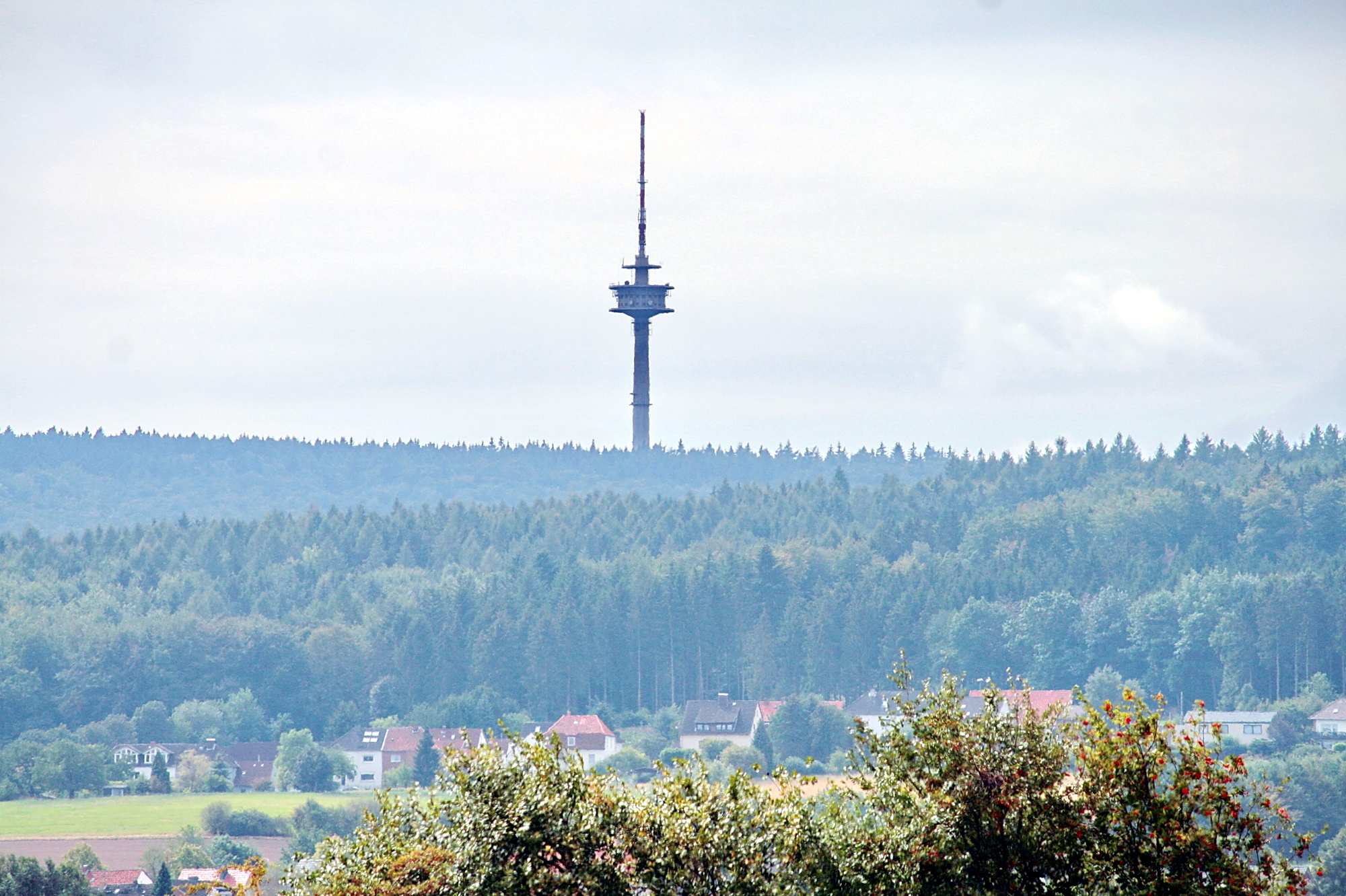
Fernmeldeturm von der B 65 gesehen

Frühere Ortsnamen von Barsinghausen waren in den Jahren 1193 Berkingehusen, 1200–1204 Berzinghusen, 1203 Berchingehusen, 1213 Berscyngehusen, 1216 Berchsihusen, 1223–1225 Berkenhusen, 1228 Berkingehusen und 1229 Bercingehusen. Anscheinend besteht eine Verbindung zu einem germanischen Personennamen „Berico“, der auf „bero“, „bern“ zurückgeht und „Bär“, „Held“, „Krieger“ bedeutet. Das Toponym wäre dann als „bei den Häusern der Sippe des Beriko“ zu lesen.

### Besiedlung der Deistermulde und Klostergründung
Siedlungsreste belegen den Aufenthalt von Menschen im Gebiet des späteren Barsinghausen erstmals für die Jungsteinzeit. Die Reste wurden bei archäologischen Untersuchungen vor der Erweiterung des Gewerbegebiets am Calenberger Kreisel gefunden und stellten sich als Stichbandkeramik aus der Zeit um 4900 v. Chr. dar. Flächige Holzkohle deutete darauf hin, dass es sich um Einzelhöfe handelte, die abgebrannt sind. Weitere vorgeschichtliche Funde in der Gegend stammen aus der späten Bronze- und der frühen Eisenzeit zwischen 1500 und 500 v. Chr.
Zur Zeit der Völkerwanderung um 400 n. Chr. sind die Cherusker im Deister-Leine-Raum nachweisbar. Nach 500 n. Chr. erschließen Sachsen die Deistermulde. Im Frühmittelalter zählte das Siedlungsgebiet zum Marstemgau. Im späten 10. und frühen 11. Jahrhundert entstand die Isenburg als Wallburg bei Landringhausen. Ihre kaum noch sichtbaren Reste wurden 1982–1983 untersucht. Im 11. Jahrhundert wurde die „Kokemühle“, eine Wassermühle zwischen den späteren Barsinghäuser Stadtteilen Barrigsen und Landringhausen, erstmals erwähnt.
Barsinghausen wurde erstmals urkundlich im Hochmittelalter (1193) im Zusammenhang der Gründung des Marienklosters erwähnt, damals noch unter dem Namen „Berkingehusen“. Andere Ortsteile sind urkundlich eher bezeugt wie etwa Kirchdorf, das in einer karolingischen Urkunde erstmals 892 genannt wird. Die älteste urkundliche Erwähnung des Ortes Goltern datiert auf das Jahr 1158 (Urkunde zur Abführung des Zehnten an Herzog Heinrich den Jüngeren von Bayern und Sachsen). 1225 wird der Ort Barrigsen erstmals urkundlich erwähnt.
Im Hochmittelalter bildeten die Lössböden und zahlreichen Zuflüsse zur Südaue eine wichtige Grundlage für die Landwirtschaft und zahlreiche Mühlenbetriebe. Erstmals urkundlich erwähnt werden drei Mühlen in Egestorf im Jahr 1231. Zudem entstanden im Barsinghäuser Raum in dieser Zeit Rittergüter und Grundherrengüter als eigene Wirtschaftseinheiten.

### Reformation, Bergbau und Industrialisierung
Die Reformation führte 1543 zu einer kirchlichen Neuordnung im Kloster Barsinghausen. Ab dem 17. Jahrhundert erlangten neben den Bauern vor allem Steinhauer, die den Deistersandstein abbauten, an gesellschaftlicher Bedeutung. Der Barsinghäuser Bergbau erfuhr einen weiteren Aufschwung ab 1817, als zu den Abnehmern der Wealdensteinkohle die frühen Industriebetriebe um Hannover (beispielsweise in Linden) hinzukamen.
Im Jahr 1828 wurde die bisher selbständige Gemeinde Altenhof eingemeindet. Einige Gebäude aus dieser Zeit sind in der heutigen Altenhofstraße noch erhalten. Mit der 1872 in Betrieb genommenen Deisterbahn (Bahnstrecke Weetzen-Haste), die hauptsächlich dem Steinkohle-Bergbau im Deister diente, erhielt Barsinghausen eine Bahnverbindung zum Netz der Hannover-Altenbekener Eisenbahn. Im Jahr 1910 waren bereits 50 Prozent aller Erwerbstätigen Barsinghausens in den Bergwerken beschäftigt.
Nach dem Zweiten Weltkrieg führten Heimatvertriebene aus den ehemaligen deutschen Ostgebieten zu einem Bevölkerungswachstum in Barsinghausen. Nachdem die Preußische Bergwerks- und Hütten AG (heute: TUI) 1956/57 den Abbau der Steinkohle einstellte, siedelten sich andere Industriezweige in Barsinghausen an. Im Gespräch war 1954 auch die Ansiedlung des VW-Zweigwerks für den Bau des VW Transporters, der unter anderem durch den niedersächsischen Wirtschaftsminister Hermann Ahrens unterstützt wurde. Den Zuschlag erhielt allerdings Hannover-Stöcken. Im Jahr 1969 erlangte Barsinghausen das Stadtrecht. Bis zu dessen Auflösung im Jahr 2004 gehörte Barsinghausen zum Regierungsbezirk Hannover.

### Eingemeindungen
Durch die 1. Gebiets- und Verwaltungsreform in Niedersachsen im Jahre 1968 erfolgte die Zusammenlegung der Gemeinden Barsinghausen, Kirchdorf und Egestorf, welche fortan die (vergrößerte) Gemeinde Barsinghausen bildeten. Diese erhielt am 21. August 1969 das Stadtrecht. Im Zusammenhang mit dem Hannover-Gesetz wurden am 1. März 1974 die bisher selbständigen Gemeinden Barrigsen, Göxe, Goltern, Groß Munzel, Hohenbostel am Deister, Holtensen bei Wunstorf, Landringhausen, Langreder und Ostermunzel in die Stadt Barsinghausen eingegliedert. Die Gemeinde Goltern bestand zu diesem Zeitpunkt aus den Gemeinden Großgoltern, Nordgoltern, Eckerde und Stemmen sowie die Gemeinde Hohenbostel am Deister aus den Gemeinden Hohenbostel, Bantorf, Wichtringhausen und Winninghausen.

## Politik

### Rat der Stadt Barsinghausen
Die 39 Sitze des Rates der Stadt Barsinghausen verteilen sich nach der Kommunalwahl am 12. September 2021 wie folgt: Es erreichten die SPD 13 Sitze, die CDU 11 Sitze, die Grünen 7 Sitze, die FDP, die Wählergemeinschaft Aktiv für Barsinghausen (AfB) und die AfD je zwei Sitze sowie die Unabhängige Wähler-Gemeinschaft Barsinghausen (UWG) einen Sitz. Hinzu kommt der Bürgermeister.
Von den 39 Mitgliedern des Rates sind zwölf Frauen.
Für den bis zum 31. Oktober 2021 amtierenden Rat galt: Nach mehreren Fraktionswechseln und -austritten bestand die AfD-Fraktion seit dem 4. April 2019 nur noch aus zwei Mitgliedern. Die UWG hatte sich neu zusammengesetzt, die CDU hatte ein ehemaliges UWG-Mitglied hinzugewonnen. Dadurch hatte die CDU 12 Sitze. Zudem hatten CDU und FDP eine Gruppe gemäß den Regelungen des § 57 des Niedersächsischen Kommunalverfassungsgesetzes gebildet.
Stadtratsvorsitzende ist Claudia Schüßler (SPD).

### Bürgermeister

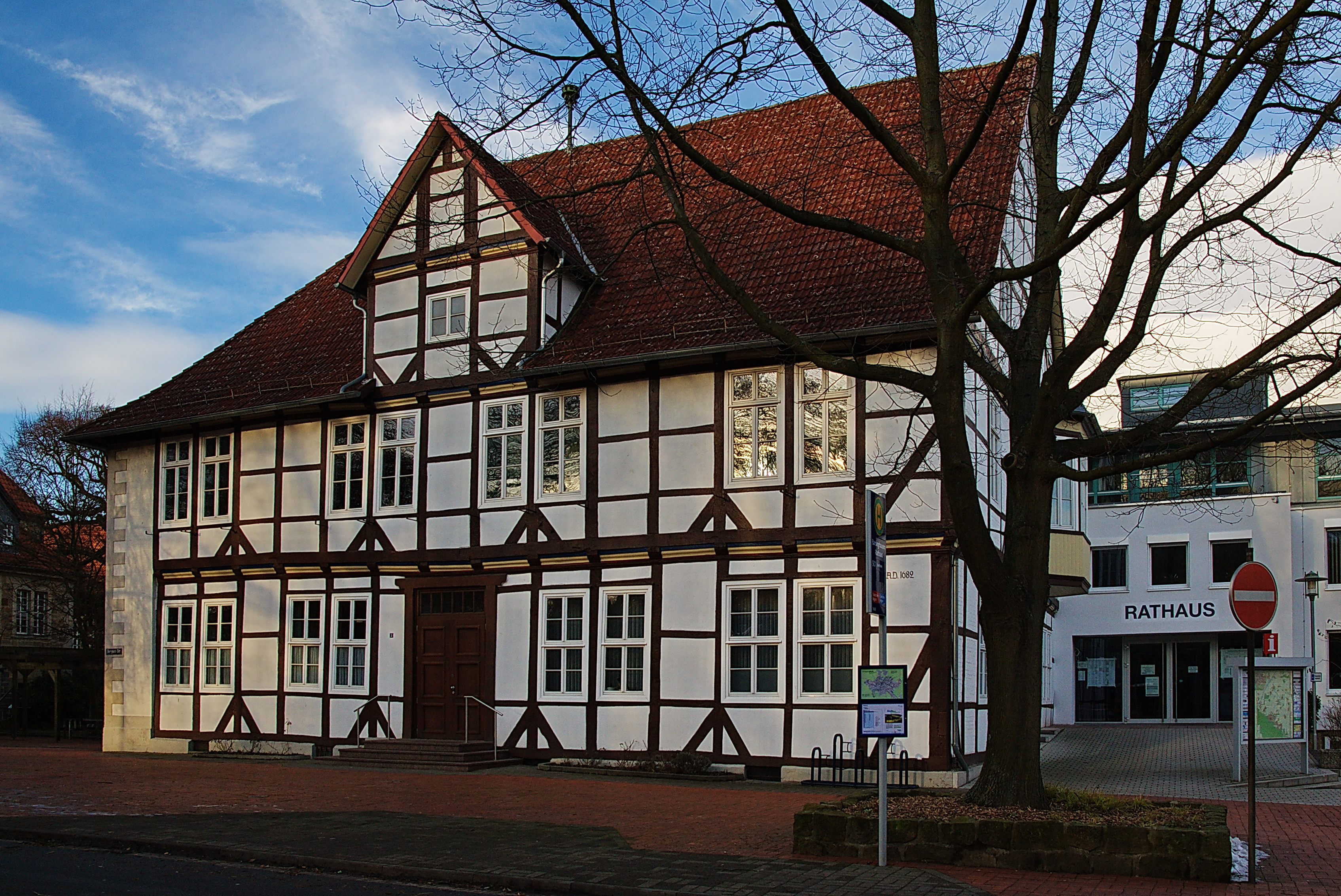
Rathaus

Der aktuelle Bürgermeister der Stadt Barsinghausen ist Henning Schünhof (SPD). Seine Stellvertreter sind Karl-Heinz Tiemann (SPD), Max Matthiesen (CDU) und Axel Frey (Grüne).

### Chronik der Bürgermeister
Nach dem Zweiten Weltkrieg waren die ersten von der britischen Militärregierung ernannten Bürgermeister der Gemeinde Barsinghausen:
- Juli 1945 bis Januar 1946: Wilhelm Heß (dann bis 1956 Gemeindedirektor)
- Januar 1946 bis September 1946: Friedrich Carl

Dann gewählt:
- 1946–1949: August Oberheide
- 1949–1953: Friedrich Reinecke
- 1953–1956: August Oberheide (zum 2. Mal)
- 1956–1961: Friedrich Reinecke (zum 2. Mal)
- 1961–1964: Wilhelm Heß
- 1964–1980: Walter Theil
- 1980–1986: Karl Rothmund
- 1986–1991: Helmut Körber
- 1991–2006: Klaus-Detlef Richter
- 2006–2012: Walter Zieseniß
- 2013–2021: Marc Lahmann
- ab 2021: Henning Schünhof (SPD)

### Wappen der Stadt
Der Entwurf des Kommunalwappens der Stadt Barsinghausen stammt von dem Heraldiker und Verleger Heinz Reise.
- Die Verleihung durch den Niedersächsischen Minister des Innern erfolgte am 31. August 1950.[13]
- Die am 1. März 1974 durch Gesetz neugebildete Stadt Barsinghausen hat das Wappen der bisherigen Stadt Barsinghausen übernommen, das vom Regierungspräsidenten in Hannover am 7. August 1974 genehmigt wurde.[13]

| Wappen von Barsinghausen | Blasonierung: „Geteilter Schild. Oben in Grün ein springender, goldener Hirsch; untere Hälfte gespalten, vorn in Schwarz ein goldener Schleifstein, hinten in Gold gekreuzt schwarze Schlägel und Eisen.“ |
| Wappen von Barsinghausen | Wappenbegründung: Der Hirsch symbolisiert den Barsinghausen auf drei Seiten umgebenden Wald mit reichem Rotwildbestand. Bis zum Ersten Weltkrieg beruhte der Wohlstand Barsinghausens zum großen Teil auf dem Sandsteinvorkommen (Herstellung von Schleifsteinen), daneben bis heute auf dem Bergbau. Daher sind Schleifstein sowie Schlägel und Eisen in das Wappen aufgenommen worden. Die schwarze Kohle, der goldene Sandstein und das Kloster im wildreichen grünen Walde begründen die alten Barsinghäuser Farben (Schwarz : Gold : Grün). |

- Das Logo der Stadt Barsinghausen greift ebenfalls den Hirsch auf, ergänzt durch den Stadtslogan „…hier geht´s bergauf!“.

### Wappen der Ortsteile

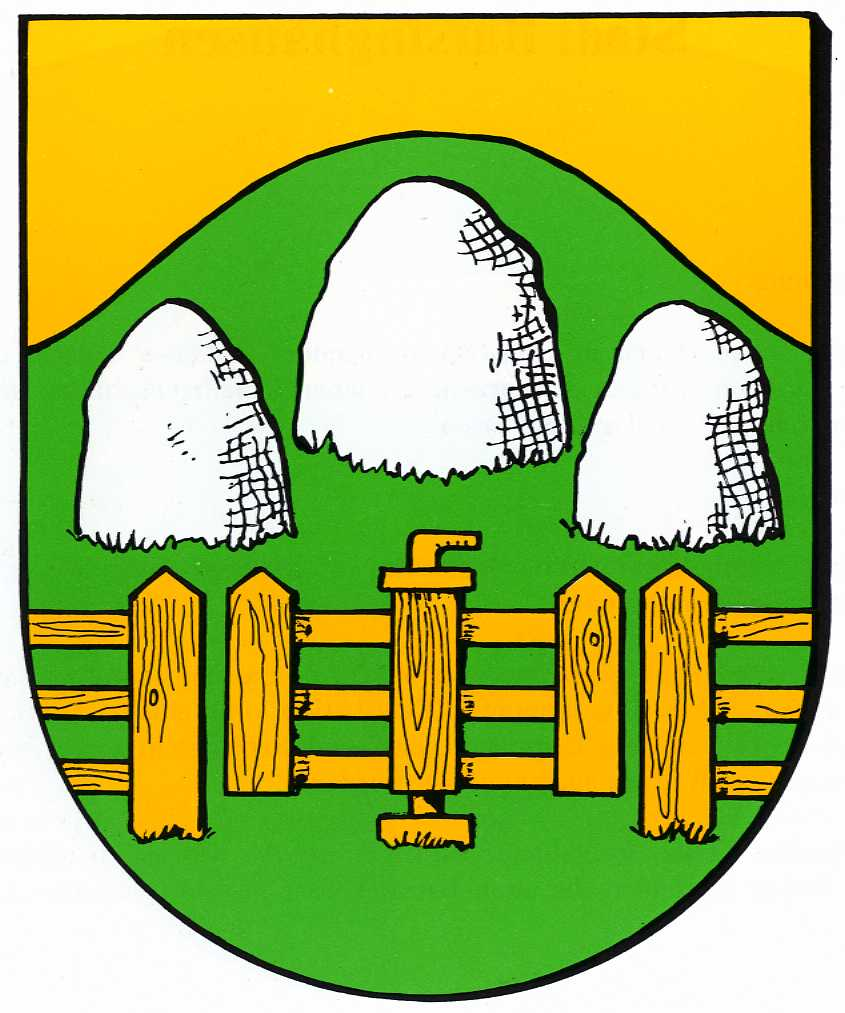
Bantorf
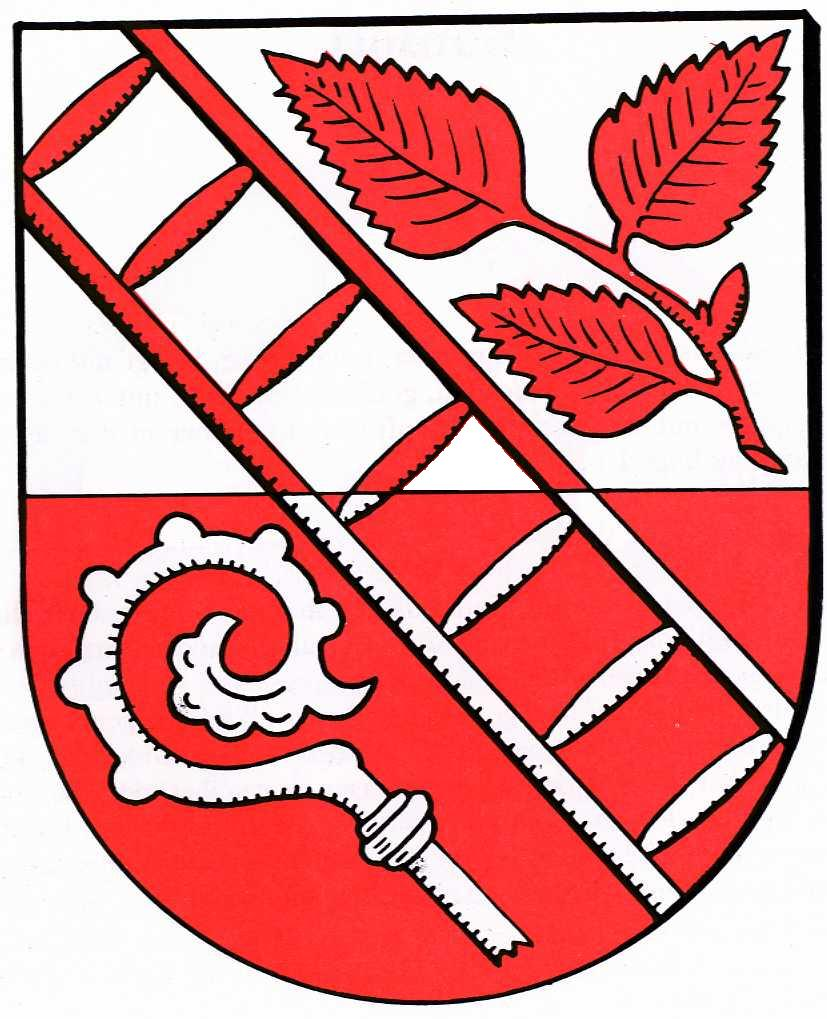
Barrigsen
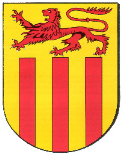
Eckerde
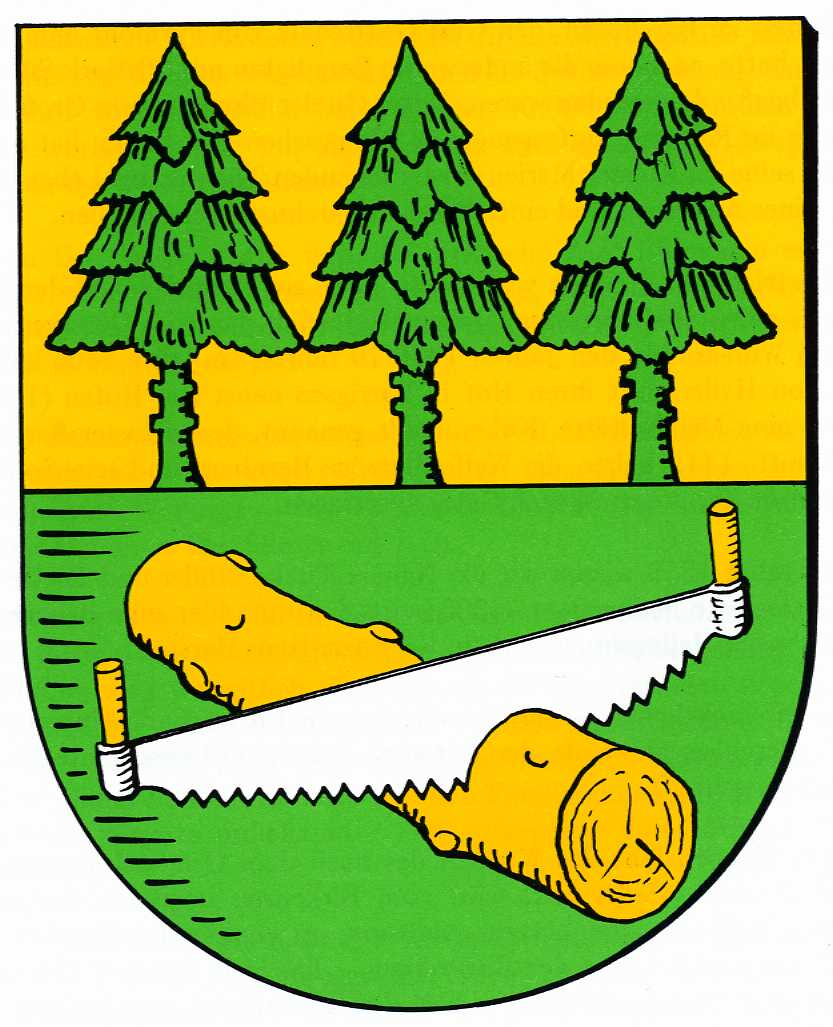
Egestorf
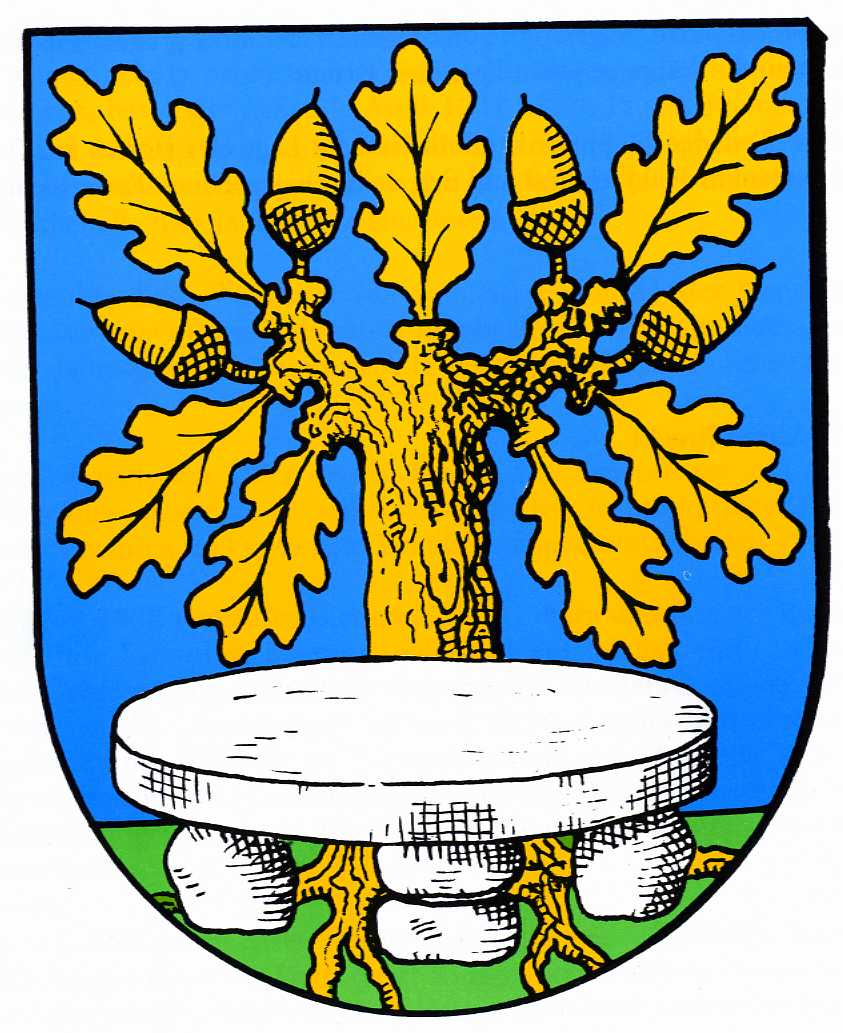
Göxe
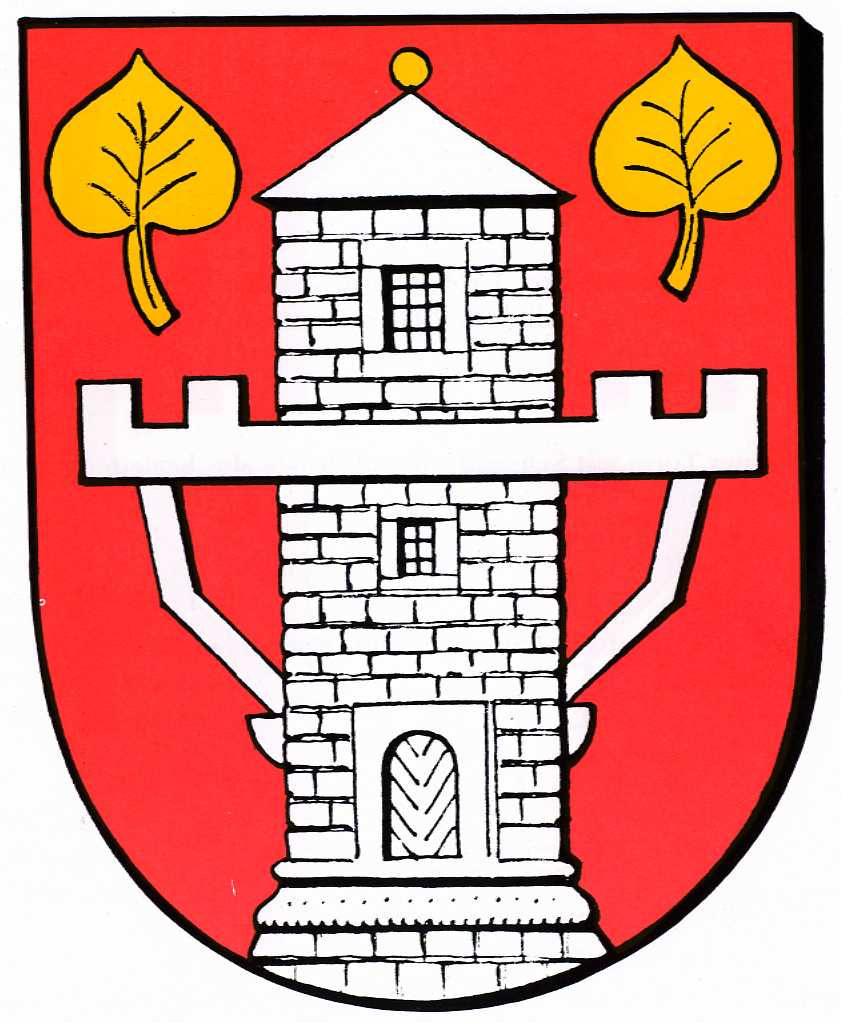
Großgoltern
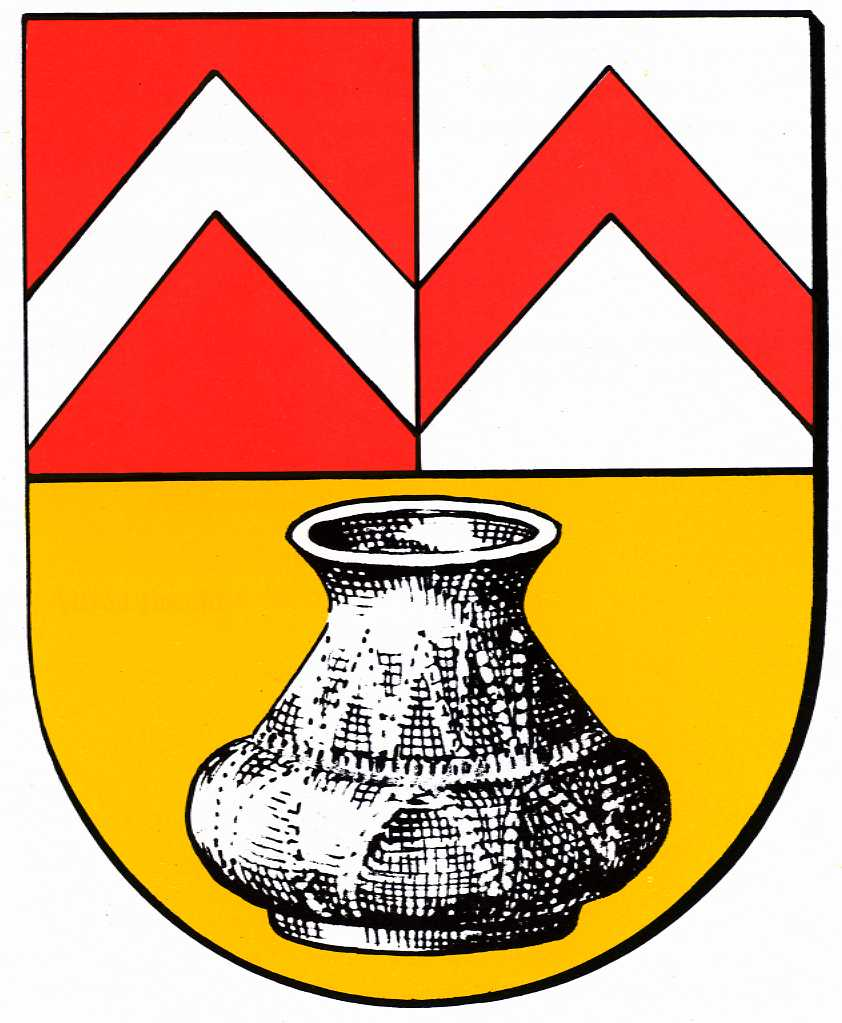
Groß Munzel
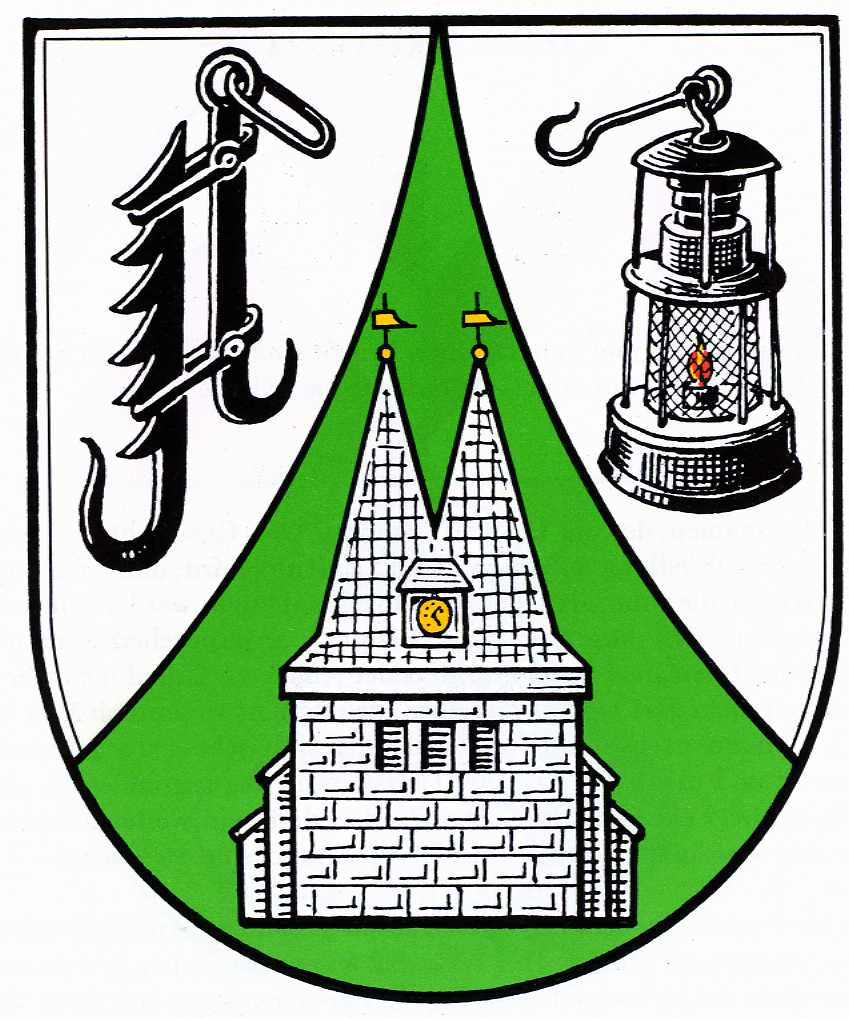
Hohenbostel
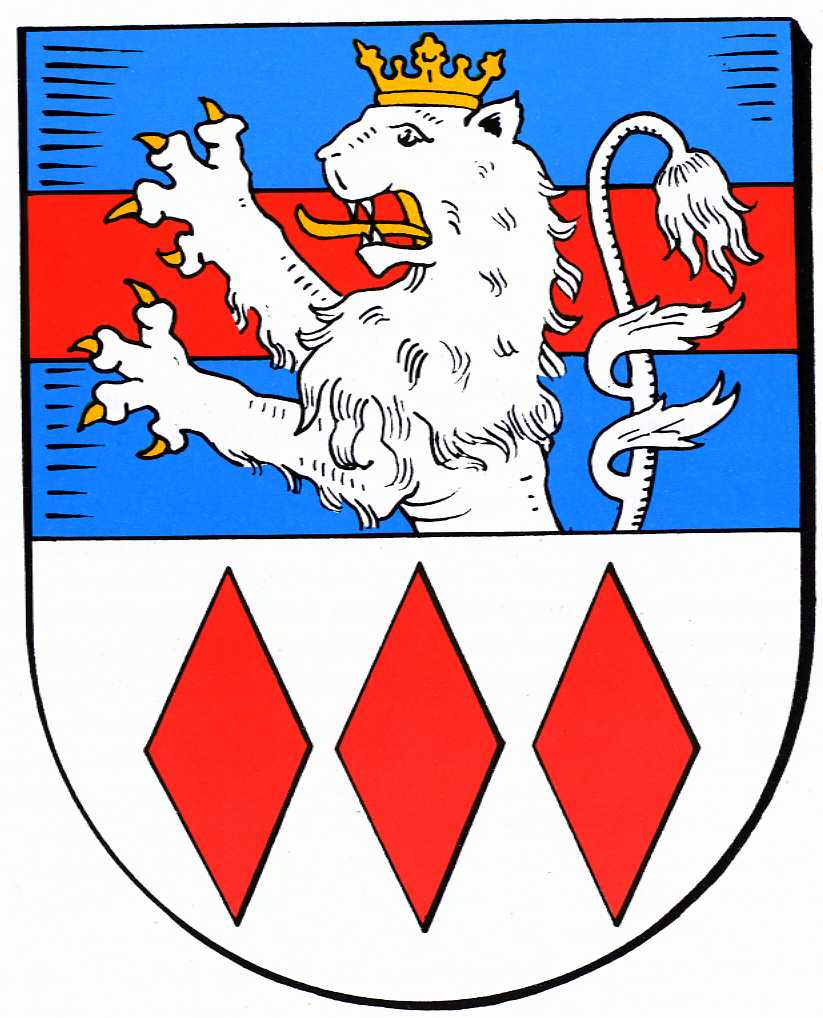
Holtensen
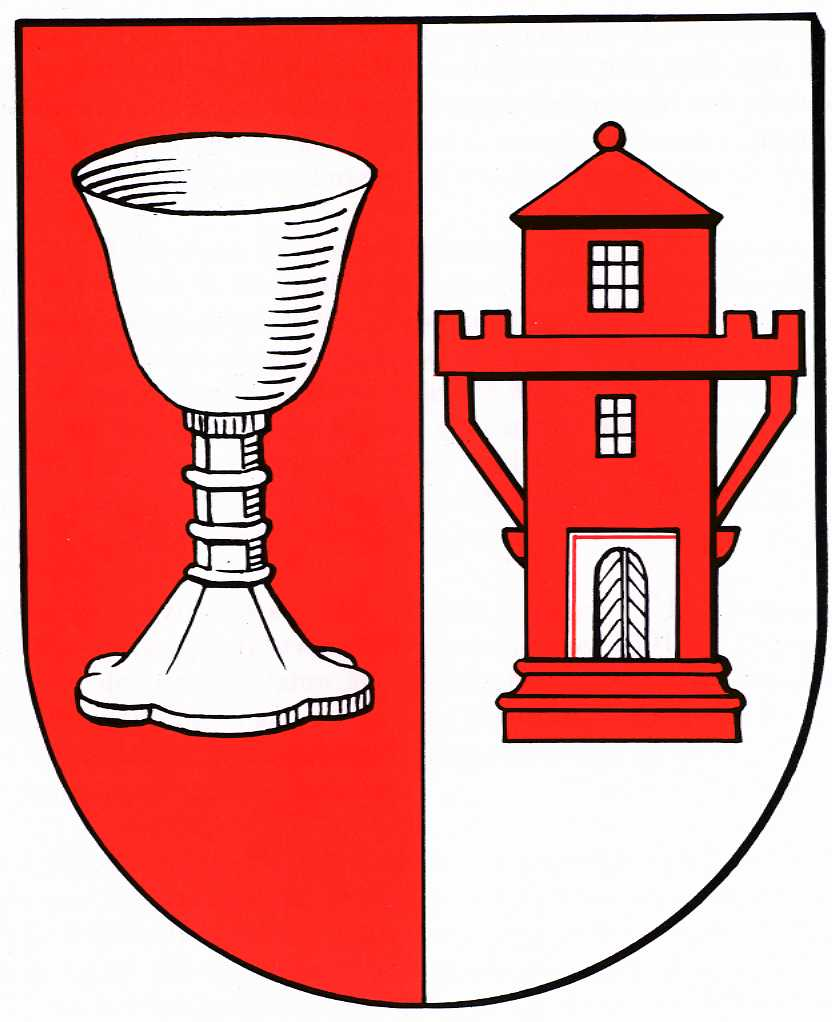
Kirchdorf
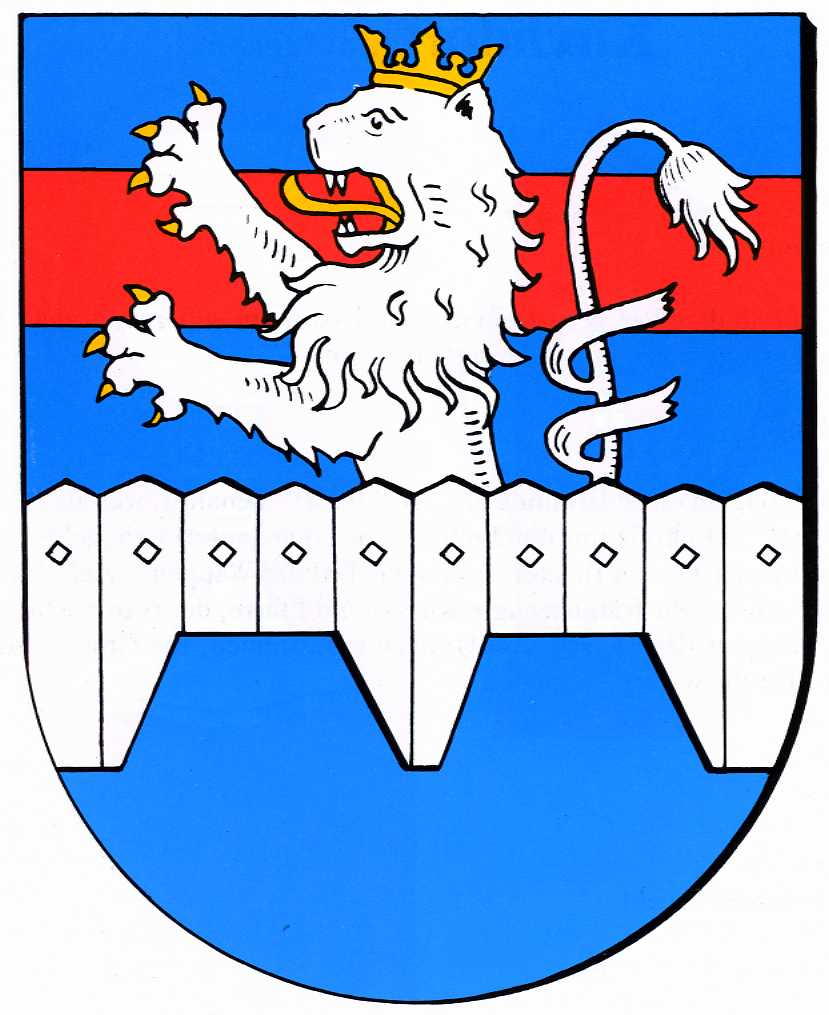
Landringhausen
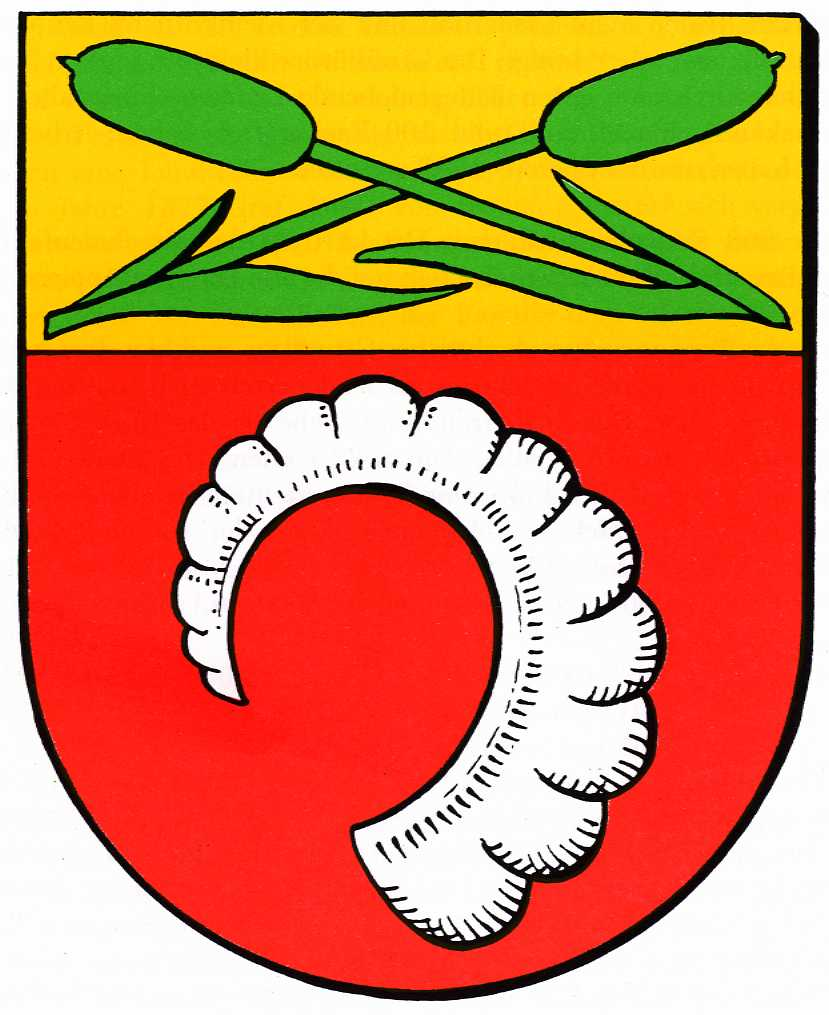
Langreder
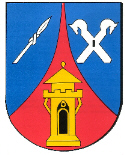
Nordgoltern
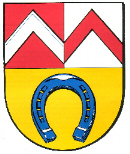
Ostermunzel
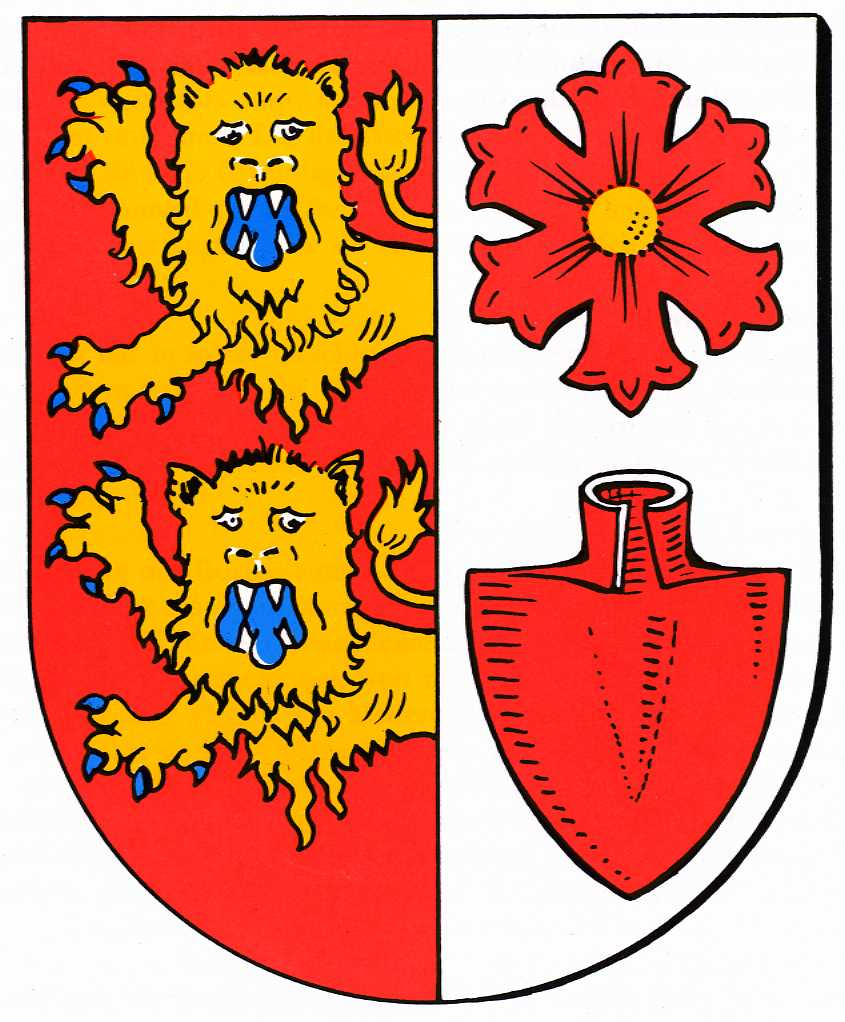
Stemmen
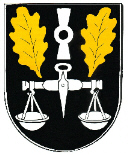
Wichtringhausen
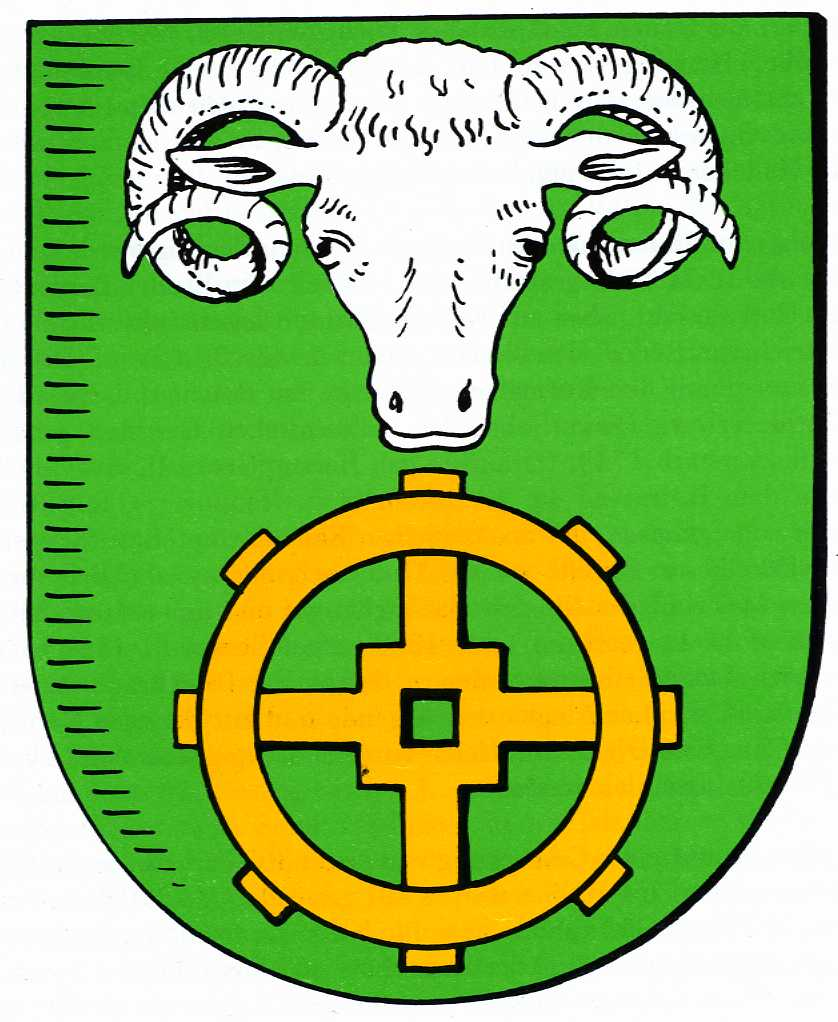
Winninghausen

### Städtepartnerschaften
- Mont-Saint-Aignan in Frankreich/Normandie
- Brzeg Dolny in Polen/Woiwodschaft Niederschlesien
- Kowel in der Ukraine/Oblast Wolyn
- Wurzen in Deutschland/Sachsen

### Jugendparlament
In Barsinghausen gab es ein Jugendparlament, das von jugendlichen Bürgern gewählt wurde und diese vertrat. Die Idee zum Barsinghäuser Jugendparlament entstand im Frühjahr 2003 auf Vorschlag der Grünen Jugend, der Jungen Union und der Jusos. Jugendbürgermeister der Stadt Barsinghausen war Frederik Engelke. Aufgrund von Bewerbermangel für die dritte Legislaturperiode wurde das Jugendparlament aufgelöst.

### Verwaltung
Neben der allgemeinen Verwaltung gibt es einen Eigenbetrieb für Stadtentwässerung, dessen Betriebsführung durch die Stadtwerke Barsinghausen GmbH erfolgt. Wirtschaftsförderung, Grundstücksverkauf und Stadtmarketing sind bei der SGB Stadtentwicklungsgesellschaft Barsinghausen mbH angesiedelt.

## Religion

### Konfessionsstatistik
Gemäß dem Zensus 2011 waren 51,6 % der Einwohner evangelisch-lutherisch, 11,6 % römisch-katholisch, 36,8 % gehörten einer anderen Religionsgemeinschaft (Muslime, Juden) oder als Konfessionslose keiner Religionsgemeinschaft an. Gemäß Statistik vom Dezember 2018 stellen mit 15,529 Personen, die keiner rechtlich-körperschaftlich verfassten Religionsgemeinschaft angehören, in Barsinghausen eine relative Mehrheit der Bevölkerung. 2018  gab es 14,915 evangelisch-lutherische Einwohnern und 3,839 Einwohnern waren Mitglied der römisch-katholischen Kirche. Die Zahl der Protestanten und Katholiken ist seitdem weiter gesunken und die Personen, die keiner öffentlich-rechtlichen Religionsgemeinschaft angehören, machen mit 51,6 % (Stand 31. Dezember 2022) eine absolute Mehrheit der Bevölkerung aus.

### Evangelisch-lutherische Kirchen

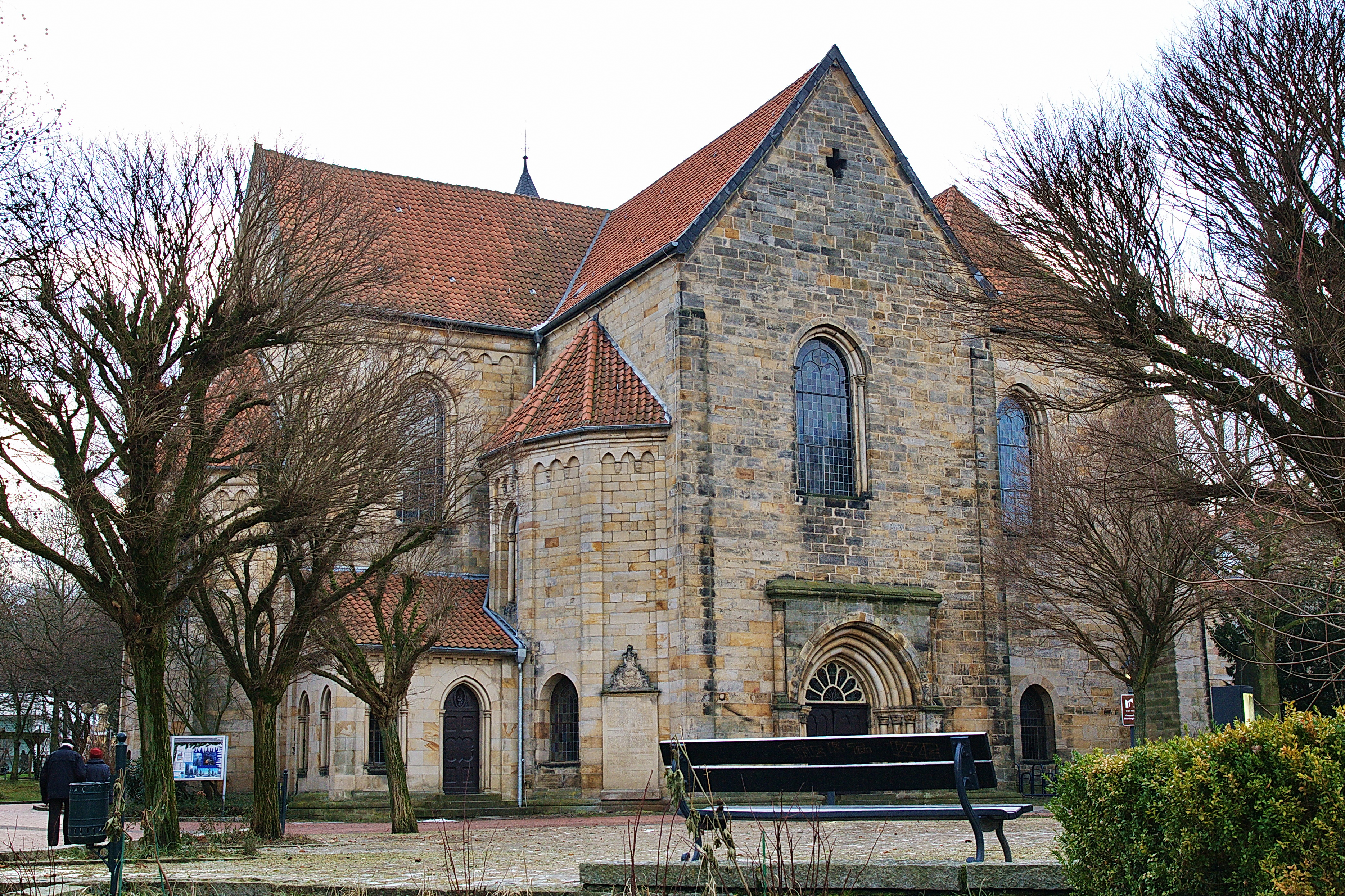
Klosterkirche St. Marien

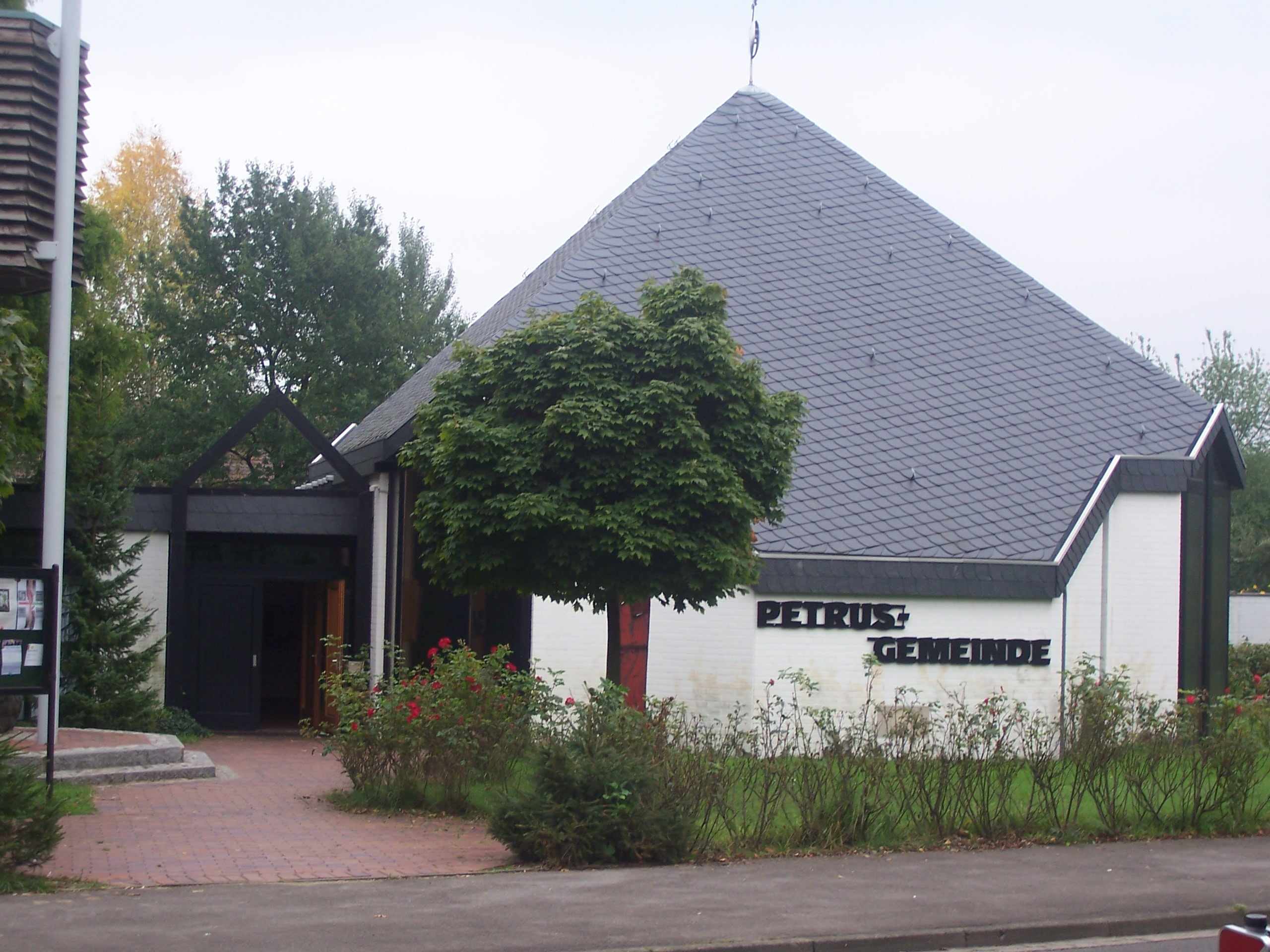
Petruskirche Barsinghausen

Barsinghausen gehört mit dem Großteil seiner Gemeinden zum Kirchenkreis Ronnenberg und der Hannoverschen Landeskirche. Nur die Kirchengemeinden von Groß Munzel und Landringhausen gehören zum Kirchenkreis Neustadt-Wunstorf, der auch zur Hannoverschen Landeskirche gehört.
- Mariengemeinde Barsinghausen, Barsinghausen Süd
- Petrusgemeinde, Barsinghausen Nord
- Christus-Kirchengemeinde, Egestorf
- Heilig-Kreuz-Kirchengemeinde, Kirchdorf
- Kapellengemeinde, Langreder
- St.-Blasius-Kirchengemeinde, Großgoltern
- Thomaskirchengemeinde, Hohenbostel
- Alexandri-Kirchengemeinde, Bantorf
- St.-Michaelis-Kirchengemeinde, Groß Munzel
- Kirchengemeinde Stemmen
- Kapellengemeinde Göxe
- St.-Severin-Gemeinde, Landringhausen

### Katholische Kirche

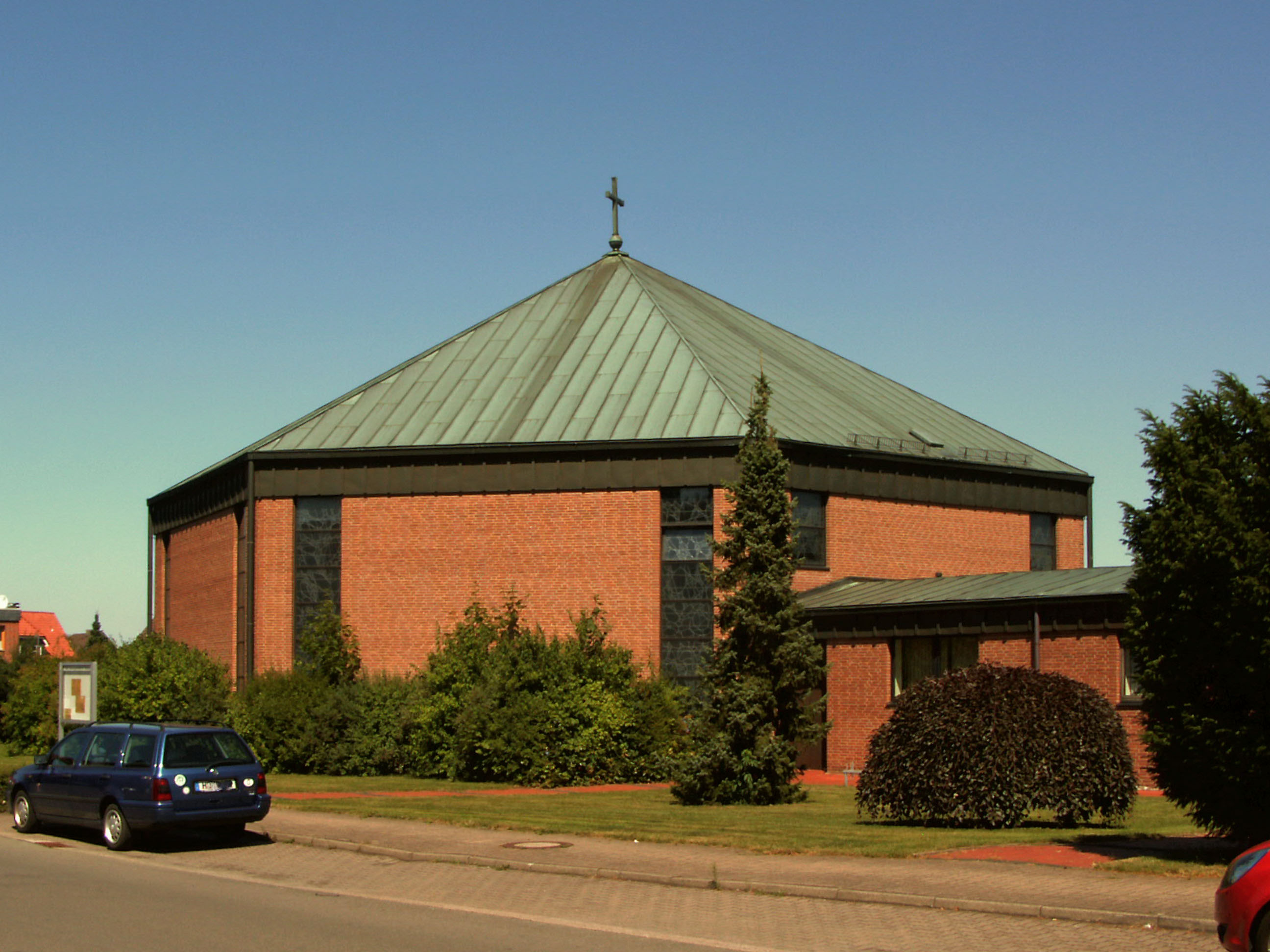
Die Katholische St.-Barbara-Kirche von 1984

Die St.-Barbara-Kirche ist die einzige katholische Kirche auf Barsinghäuser Boden, zu ihr gehören (Stand 31. Dezember 2018) rund 3800 Gemeindemitglieder aus allen Ortsteilen Barsinghausens. Seit 2014 gehört die Kirche zur Pfarrei St. Bonifatius in Gehrden. Das Kirchengebäude, welches sich in Alt-Barsinghausen an der Ecke Hannoversche Straße / Kirchdorfer Straße befindet, wurde als siebeneckiger turmloser Zentralbau errichtet. Es trägt den Namen der heiligen Barbara von Nikomedien, der Schutzpatronin der Bergleute. Am 18. März 1984 wurde es von Bischof Josef Homeyer geweiht. Zuvor bestand bereits bis 1984 eine ebenfalls der heiligen Barbara geweihte Notkirche, sie wurde in einem Gebäude eingerichtet, das als Kleiderfabrik geplant war und 1949 von der Kirche im Rohbauzustand erworben wurde. Von 1951 bis 1999 existierte mit St. Matthias eine weitere katholische Kirche im Stadtteil Groß Munzel.

### Freikirchen
- Ev.-Freikirchliche Gemeinde (Baptisten), Kirchdorf
- Neuapostolische Kirchengemeinde, Kirchdorf

## Kultur und Sehenswürdigkeiten

### Bauwerke

#### Kloster und Klosterkirche

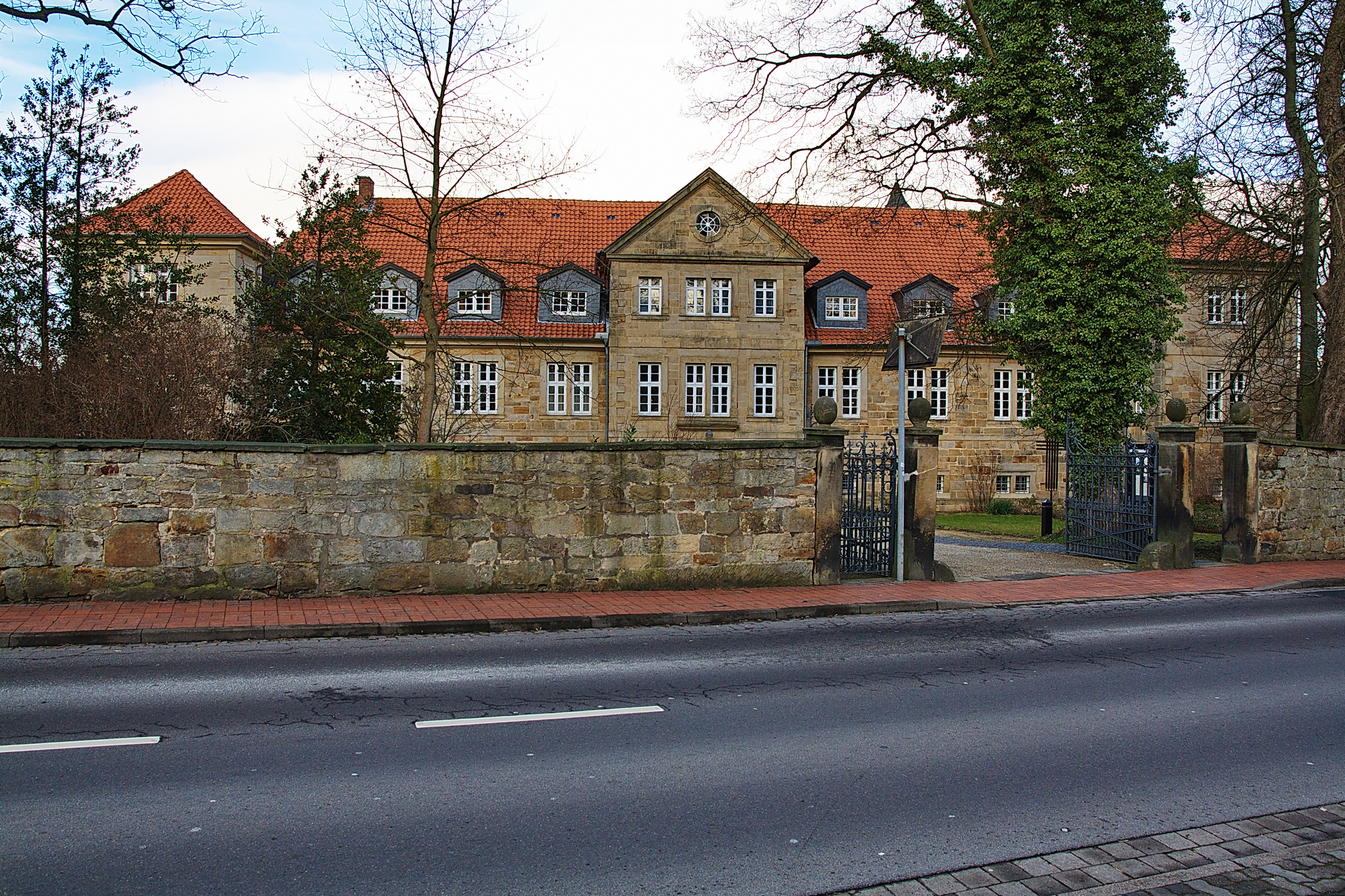
Klostergebäude

Das Kloster Barsinghausen wurde im Jahre 1193 erstmals urkundlich erwähnt und ist somit das älteste der ehemals fünf Frauenklöster im Fürstentum Calenberg. Zunächst für Mönche und Nonnen des Augustinerordens gegründet, wurde das Kloster seit 1229 nur noch von Augustinerinnen bewohnt. 1543 wurde im Kloster die Reformation eingeführt, und es entwickelte sich zum evangelischen Damenstift. Nachdem es im Dreißigjährigen Krieg stark beschädigt worden war, konnte es erst in den Jahren 1700 bis 1704 wieder aufgebaut werden. Heute wird es von der Klosterkammer Hannover verwaltet und wird seit 1996 von Schwestern der evangelischen Kommunität geführt, deren Leben sich an den drei evangelischen Räten orientiert: Gütergemeinschaft, Ehelosigkeit und Gehorsam. An das Kloster angeschlossen ist die Klosterkirche, die zusammen mit dem Kloster entstand und als eine im Übergangsstil von der Romanik zur Gotik geprägte Hallenkirche errichtet wurde.

#### Windmühle Wichtringhausen

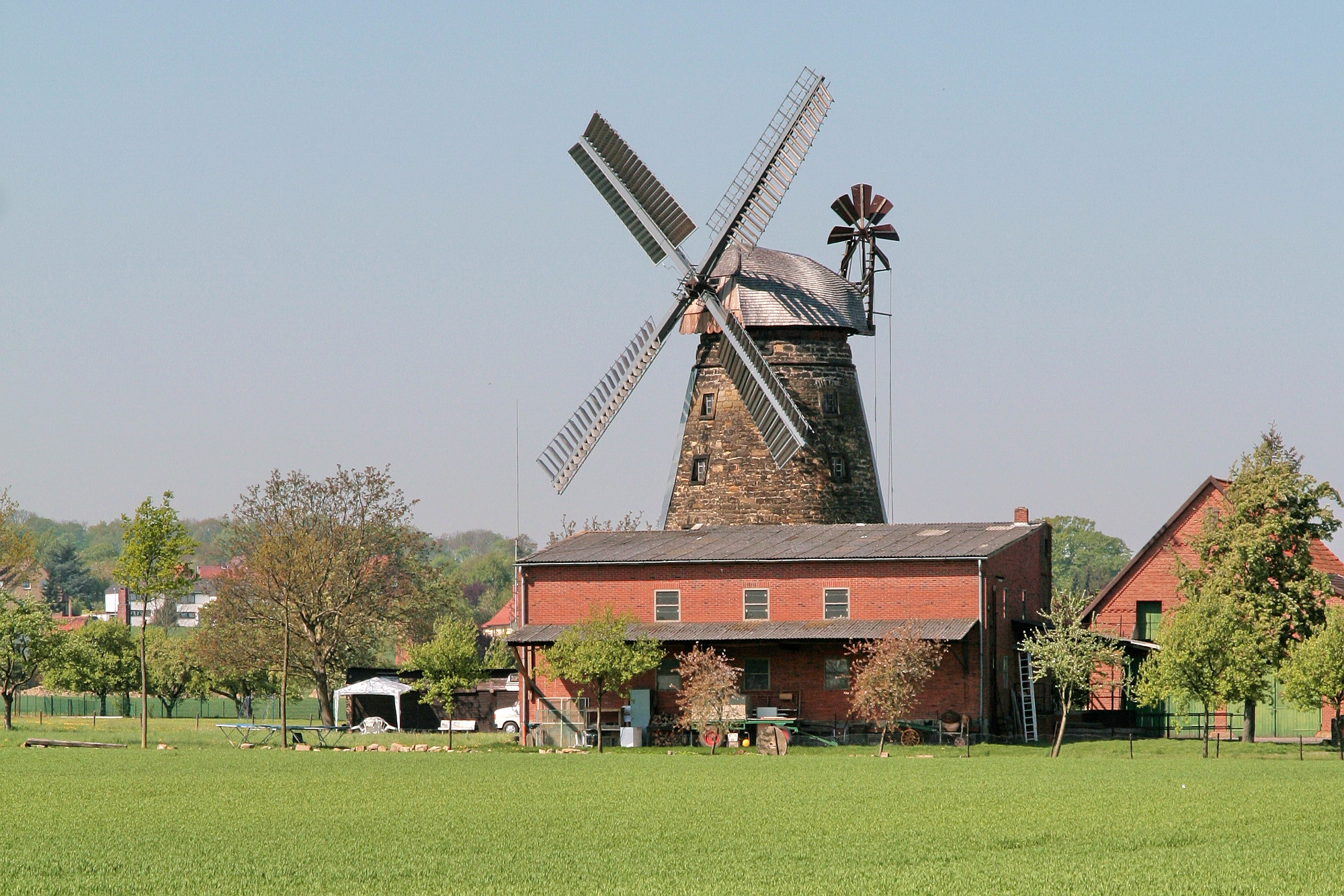
Holländerwindmühle in Wichtringhausen

Bevor die jetzige Holländerwindmühle im Jahr 1819 gebaut wurde, entstand im Jahr 1752, etwa 50 Meter entfernt, die erste Holländermühle der Region. Erbaut wurde diese vom Gutsherrn Langwerth von Simmern. Nachdem die erste Mühle im Jahr 1795 abgebrannt war, wurde 1819 der Neubau veranlasst, weil dem Gutsherren mit dem Entzug seiner Mahlkonzession gedroht wurde. Der Neubau führte jedoch zu Beschwerden des Wegebaumeisters, weil die Pferde auf der Landstraße Hannover-Minden (heute B 65) scheuten. Deshalb wurde sie 1824 an den jetzigen Standort versetzt. Im Jahr 1835 wurde die Familie Weber Pächter der Mühle, welche ab 1873 auch Eigentümerin dieser ist. Der Mühlenturm, der aus sechs Stockwerken besteht, ist aus Deistersandstein gebaut worden und besitzt eine für diese Mühlenart typische Galerie. Die Mühle kann bei Veranstaltungen, wie z. B. dem Mühlentag oder dem Entdeckertag der Region, besichtigt werden.

#### Weitere

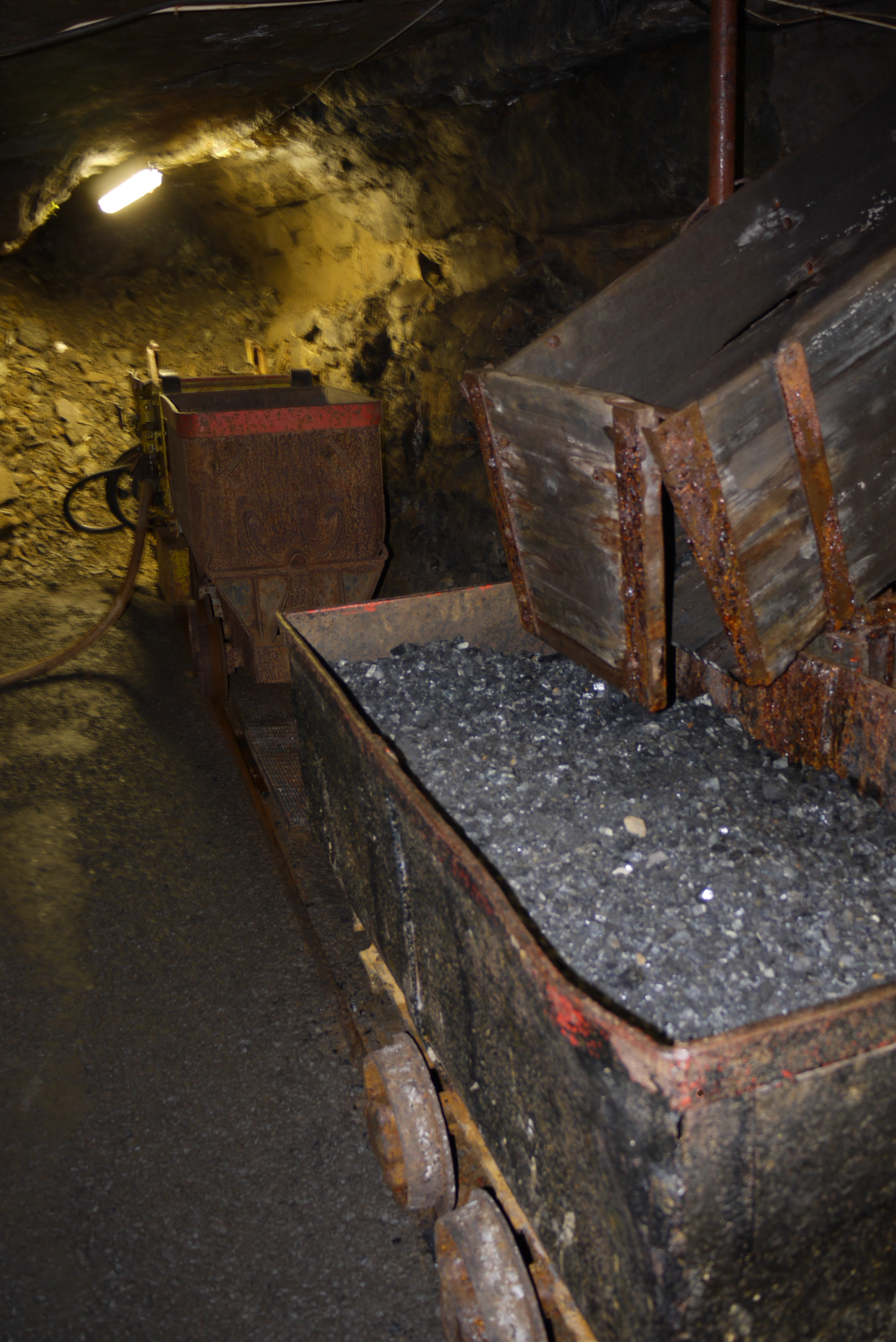
Besucherbergwerk Klosterstollen

- In Barsinghausen befindet sich der Fernmeldeturm Barsinghausen
- Zechenpark (Besucherbergwerk, Klosterstollen, Zechensaal)
- Deister-Kohle-Pfad
- Ernst-August-Jagdstein (Barsinghausen)

### Parks und Naturdenkmäler

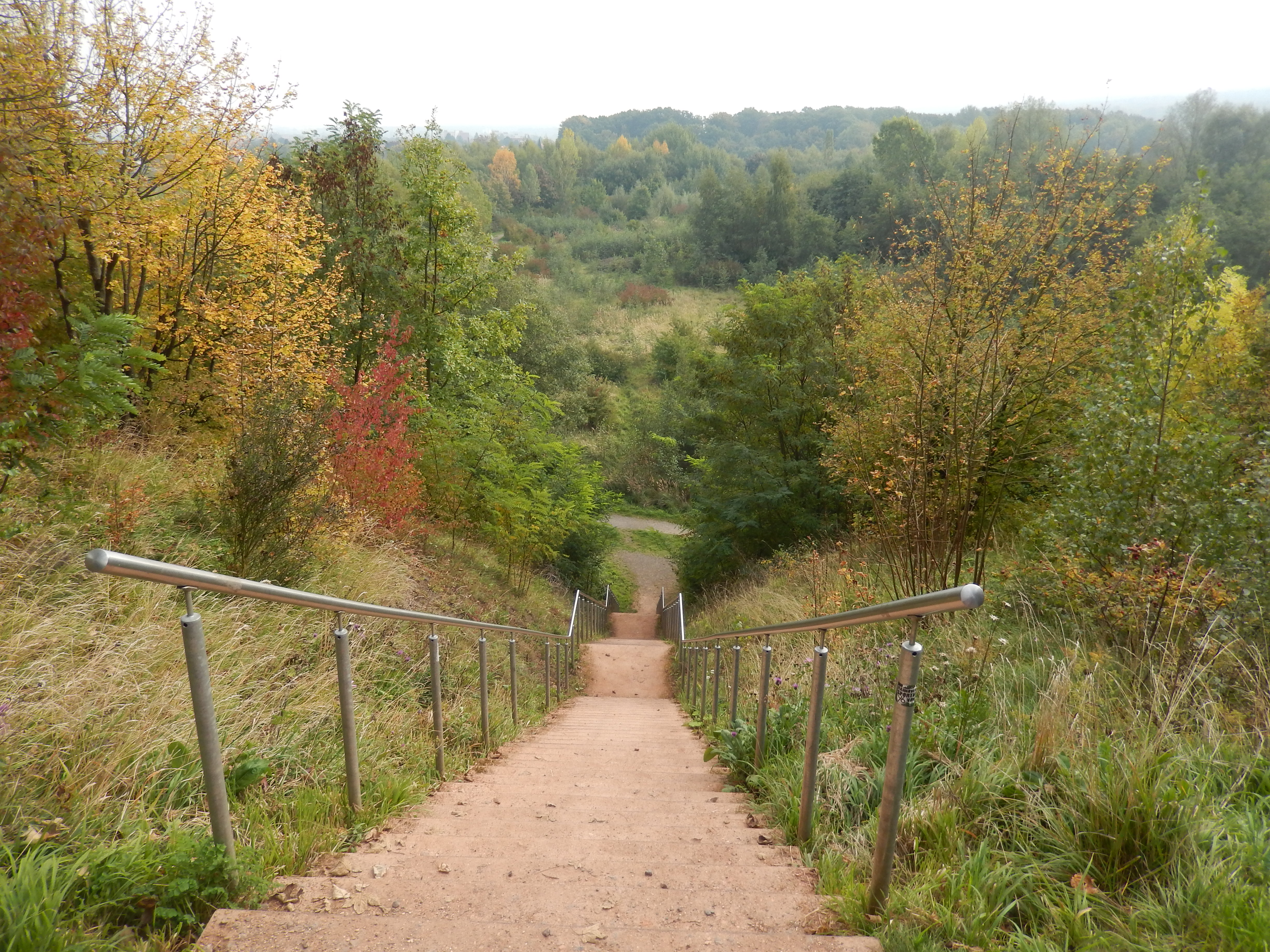
Treppe und Aussicht am Ostende der Halde im Deisterpark

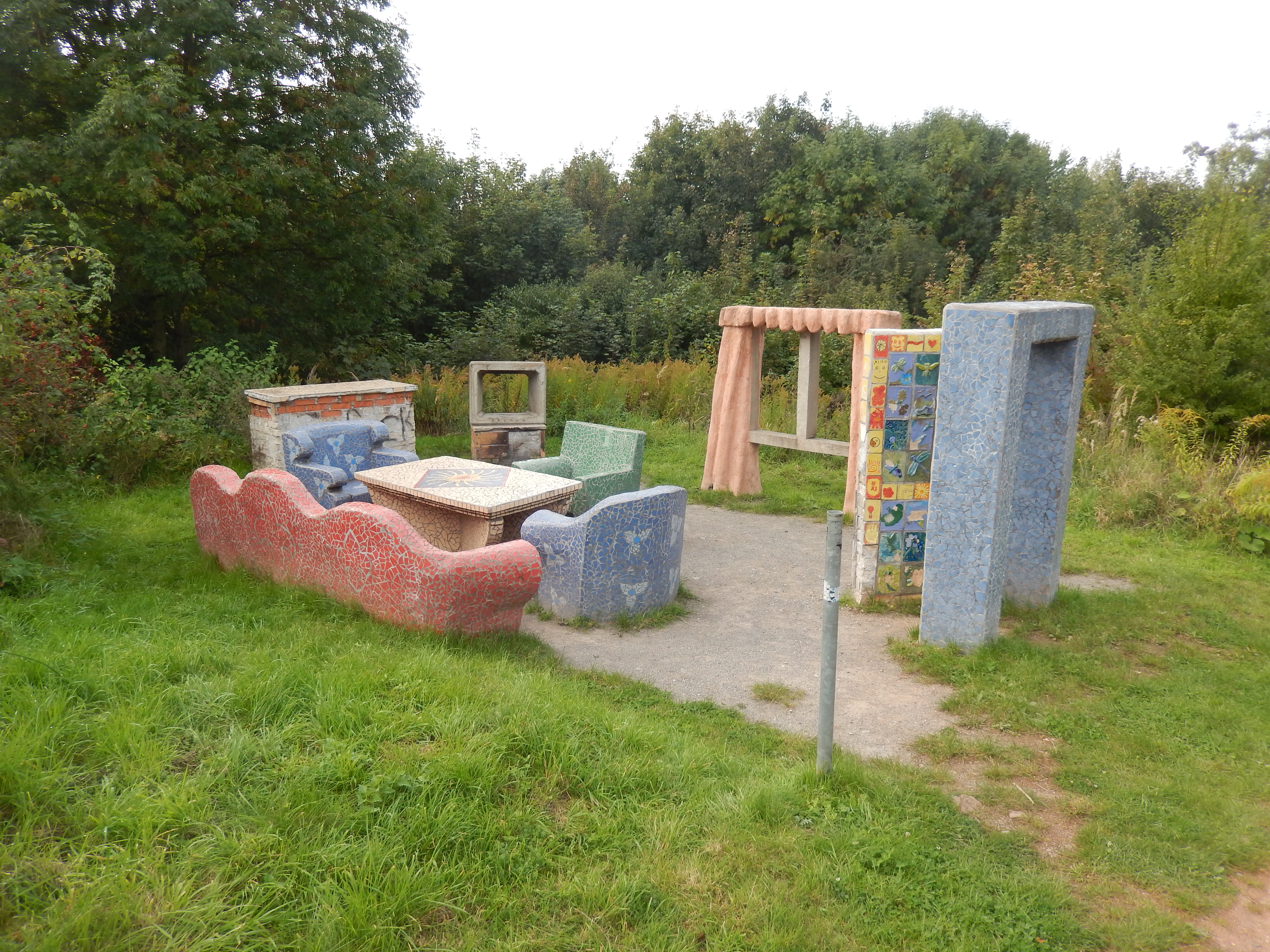
Kunstobjekt „Wohnzimmer“ im Deisterpark Barsinghausen

Auf der begrünten Halde des Klosterstollens ist mit Wegen und Sitzmöglichkeiten ein Park („Deisterpark“) entstanden.
Die Liste der Naturdenkmale in Barsinghausen enthält 15 Einträge, hauptsächlich Bäume oder Baumgruppen.
Darüber hinaus werden die folgenden Ausflugsziele als Naturdenkmäler in Barsinghausen beworben, die teils auch jenseits der Stadtgrenzen liegen:
- Alte Taufe
- Bössquelle
- Forellenteich
- Ziegenteich
- Im Steinbruch Stemmen
- Steinbrüche „Alte Schütten“
- Kreuzbuche

### Theater
In der Deister-Freilicht-Bühne, einer der größten Waldbühnen in Niedersachsen, fand erstmals am 11. August 1931 eine Aufführung statt. Seitdem präsentieren jedes Jahr Laienschauspieler Stücke für Jung und Alt, die bis heute (2012) knapp eine Million Zuschauer hatten. Die Bühne selbst befindet sich in einem alten Steinbruch, in dem früher Sandstein abgebaut wurde, der beispielsweise im Leineschloss und in der Waterloosäule in Hannover verbaut wurde.

### Museen
Der Klosterstollen Barsinghausen ist heute als Besucherbergwerk zu besichtigen. Die Einfahrt in den Stollen mittels Grubenbahn dauert etwa 15 Minuten, die ganze Führung, die einen Rundgang durch die Stollen beinhaltet, dauert 2 Stunden und ist für Gruppen ab 15 Personen möglich. Der Kohleabbau im Deister hat eine über 360 Jahre lange Geschichte. Erstmals erwähnt wurden Kohleabbauten im Jahre 1639 am Bröhn (Gemeinde Wennigsen). Im Klosterstollen Barsinghausen wurde die erste Kohle am 10. November 1869 gefördert. Derzeit (2012) befindet sich in der alten Waschkaue eine Ausstellung mit dem Titel „Energiegeladen – Wege der Steinkohle“.

### Kunstverein Barsinghausen
Der Kunstverein Barsinghausen wurde 2006 gegründet. Er hat sich zum Ziel gesetzt, allen Bevölkerungskreisen und Altersgruppen Barsinghausens und in der Region Hannover zeitgenössische Kunst näher zu bringen. Er bietet Ort und Anlässe für den kulturellen Diskurs und gibt Impulse für die kulturpolitische Entwicklung der Stadt. Auf einer Ausstellungsfläche von 360 m² werden jährlich vier thematische Ausstellungen kuratiert von überregionalen und regionalen Künstlern. Die Ausstellungen werden von Katalogen begleitet.

### Sport und Freizeit
Während der Fußball-Weltmeisterschaft 2006 war die polnische Fußballnationalmannschaft im Barsinghäuser Sporthotel Fuchsbachtal einquartiert, wo schon des Öfteren die deutsche Fußballnationalmannschaft und andere Prominente untergebracht waren. Barsinghausen ist ebenfalls der Sitz des Niedersächsischen Fußball-Verbandes NFV. Die niedersächsischen Hallenfußballmeisterschaften der U 13-Junioren werden in der Karl-Laue-Halle ausgetragen.
- Tennisplätze
- Deisterbad
- Golterner Freibad
- Waldstadion
- August-Wenzel-Stadion
- Wander- und Radfahrwege im und um den Deister

Der mitgliederstärkste Sportverein ist der TSV Barsinghausen. Die erste Fußballmannschaft, die ihre Heimspiele im Waldstadion austrägt, spielt derzeit in der siebtklassigen Bezirksliga Hannover. Der TSV bietet auch weitere Sportarten wie Tanzen, Schwimmen, Badminton, Tischtennis, Basketball und Handball an. Die erste Herrenmannschaft der Handballer hatte ihren größten Erfolg Mitte der 90er Jahre mit der Niedersachsenmeisterschaft und damit verbunden den Aufstieg in die Regionalliga Nord gefeiert.
Erfolgreichster Verein im Fußball ist der 1. FC Germania Egestorf/Langreder, der von 2016 bis 2019 in der Regionalliga Nord spielte und seit dem Abstieg in der fünfklassigen Oberliga Niedersachsen aktiv ist. Die Heimspiele werden im Stadion an der Ammerke (1.200 Plätze) in Egestorf ausgetragen.

### Regelmäßige Veranstaltungen
- Stadtfest, jedes letzte Wochenende im August
- MOWI (Mobilitäts- und Wirtschaftsschau) inklusive Autoschau, alle zwei Jahre
- Weihnachtsdorf in der Innenstadt

## Wirtschaft und Infrastruktur
Bis 1957 war das Steinkohlebergwerk der Preussag mit über 2000 Beschäftigten größter Arbeitgeber der Gemeinde; bereits seit dem Mittelalter wurde Deistersandstein gebrochen, der u. a. in Hannover am Welfenschloss, dem Opernhaus und dem Neuen Rathaus Verwendung fand. Um nach Schließung des Bergwerks neue Arbeitsplätze zu schaffen, wurden Werke von Teves (ATE) (später TRW/TRW Automotive, heute Federal-Mogul Valvetrain GmbH) und Bahlsen angesiedelt. Wegen des großen Bedarfs der beiden Firmen kamen Anfang der 1960er Jahre aus Palencia (Spanien) viele Arbeitskräfte nach Barsinghausen. Weitere Arbeitgeber sind ein Werk der Mahle GmbH (Zulieferer der Automobilindustrie, seit Ende 2011 geschlossen), der Stahlgroßhändler Delta-Stahl sowie die Hauptniederlassung von Schollglas. Im Ortsteil Groß Munzel war eine Zuckerfabrik der Nordzucker AG ansässig, die nach der Rübenkampagne 2006 auf Grund der Neuordnung des Europäischen Zuckermarktordnung geschlossen und bis 2011 abgerissen wurde.
Die Marktstraße im Zentrum wurde ab 1976 zur Fußgängerzone umgebaut. Im Jahr 2011 wurde der „Thie“, der zentrale Platz der Fußgängerzone, neu gestaltet und mit einer neuen, in den Boden integrierten Brunnenanlage und modernen Unterflurverteilern versehen. Die Unterflurverteiler bieten Strom und Wasserversorgung für Veranstaltungen und den Markt in der Innenstadt. Im Gebäude des ehemaligen Kaufhauses Ballin am westlichen Ende der Fußgängerzone befindet sich seit 2006 eine Filiale der Textilhauskette C&A. Weitere Filialisten haben sich neben inhabergeführten Geschäften in der Marktstraße angesiedelt und bieten zusammen mit der Gastronomie einen Branchenmix. Vom Thie ist das Kloster ca. 100 m entfernt, das Naherholungsgebiet Deister ca. 300 m.

### Unternehmen

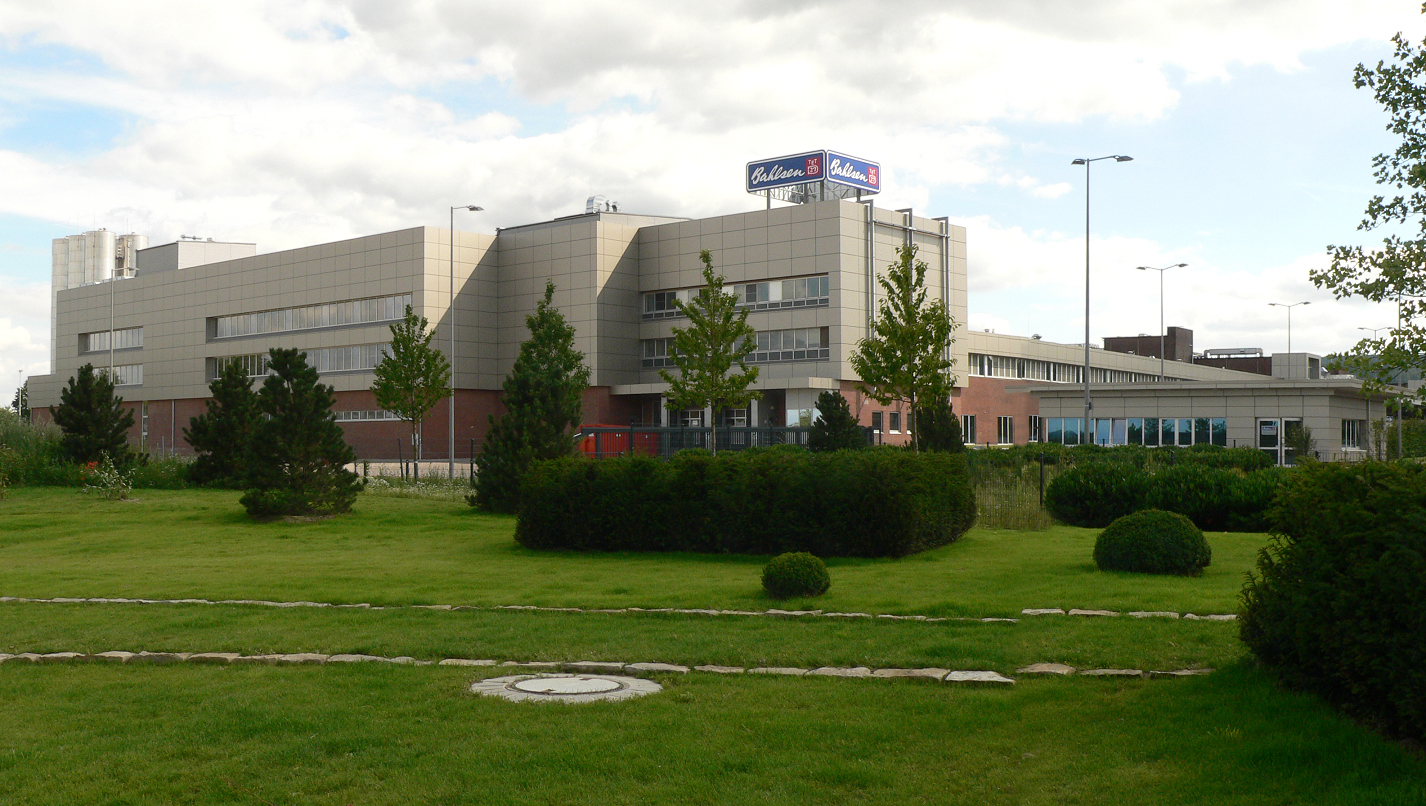
Bahlsen-Werk

- Stadtsparkasse Barsinghausen
- Bahlsen GmbH & Co. KG, Werk 3 des Nahrungsmittelherstellers
- Deister Electronic GmbH, Security & Safety
- Federal-Mogul Valvetrain GmbH, Automobilzulieferer (Ventilproduktion)
- Schollglas GmbH (Schollglas Dienstleistungs- und Entwicklungsgesellschaft GmbH)
- Philipp Aug. Weinaug Verlag und Neue Medien GmbH
- Vision GmbH Lasertechnik, Produktion und Entwicklung von Industrie- und Medizinlasern
- Lyreco, Handel mit Bürobedarf (Firmensitz (ab August 2009) und Logistikzentrum)
- Bergmann Automotive GmbH, Zylinderlaufbuchsenherstellung
- Kerntech GmbH, Ingenieurbüro, Schwingungs- u. Körperschallüberwachung, Maschinendiagnose
- Knauf Interfer Stahl Service Center GmbH, Werk Delta Stahl (ehem. Delta-Stahl GmbH) eine Tochter der Knauf Interfer SE
- Primagas GmbH (Flüssiggas-Versorger)
- VD2-Shops NKW GmbH & Co. KG, Verwaltung von 17 Vodafone Partneragenturen in der Region

### Medien
- Deister-Leine-Zeitung (Erscheinen am 29. Februar 2012 eingestellt)
- Calenberger Zeitung, Regionalbeilage der HAZ und der NP
- Calenberger Online News (Internetzeitung)[21]
- Deister Echo (Internetzeitung)[22]

### Bildung

#### Grundschulen
- Adolf-Grimme-Schule
- Wilhelm-Stedler-Schule
- Ernst-Reuter-Schule, Egestorf
- Astrid-Lindgren-Schule
- Albert-Schweitzer-Schule
- Grundschule Groß Munzel
- Wilhelm-Busch-Schule Hohenbostel

#### Weiterführende Schulen
- Hannah-Arendt-Gymnasium (Ganztagsgymnasium)
- Lisa-Tetzner-Schule (Oberschule mit Haupt- und Realschulzweig, Ganztagsschule)
- Goetheschule KGS Barsinghausen (Kooperative Gesamtschule)

#### Spezielle Schulen
- Bert-Brecht-Schule, Förderzentrum und Förderschule mit dem Schwerpunkt Lernen
- Volkshochschule Barsinghausen

#### Stadtbücherei
- Barsinghausens Stadtbücherei ist mit rund 11.000 Medien (Bücher, Hörbücher, DVDs und CD-ROMs) ausgestattet. Untergebracht ist sie in einem Seitenflügel der Wilhelm-Stedler-Grundschule.
- Im Schulzentrum Barsinghausen-Kirchdorf (Lisa-Tetzner-Schule und Hannah-Arendt-Gymnasium) befindet sich eine Schulbibliothek mit ca. 25.000 Medien, getrennt in einen SEK-I- und SEK-II-Bereich.

### Verkehr

#### Schienen- und öffentlicher Personenverkehr

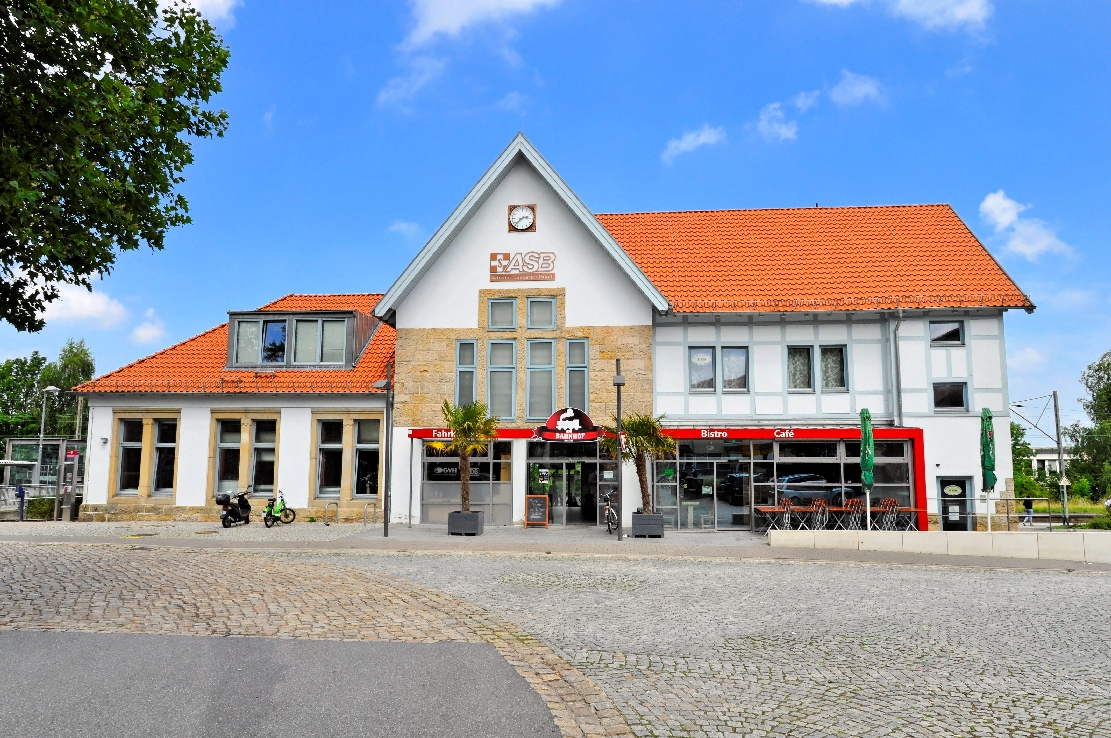
Gebäude des umgenutzten Bahnhofs Barsinghausen

Der Bahnhof Barsinghausen ist einer von insgesamt fünf Bahnhöfen, die das Stadtgebiet von Barsinghausen an das Schienennetz der Deutschen Bahn anschließen. Das Bahnhofsgebäude ist im Besitz des Arbeiter-Samariter-Bunds und beherbergt neben Schulungsräumen eine Freiwilligenagentur sowie die Touristeninformation. Die weiteren Stationen, die sämtlich an der Deisterbahn liegen, befinden sich in Egestorf, Kirchdorf, Winninghausen und Bantorf. Von hier fährt die S-Bahn Hannover mit den Linien S1 und S2 im Halbstundentakt in Richtung Hannover und Haste.
| Linie | Verlauf | Takt             |
| ----- | --- | ---------------- |
| S 1   | Minden (Westf) – Bückeburg – Kirchhorsten – Stadthagen – Lindhorst (Schaumb-Lippe) – Haste (Han) – Wunstorf – Dedensen-Gümmer – Seelze – Letter – Hannover-Leinhausen – Hannover-Nordstadt – Hannover Hbf – Hannover Bismarckstraße – Hannover-Linden/Fischerhof – Hannover-Bornum – Empelde – Ronnenberg – Weetzen – Lemmie – Wennigsen (Deister) – Egestorf (Deister) – Kirchdorf (Deister) – Barsinghausen – Winninghausen – Bantorf – Bad Nenndorf – Haste (Han) Stand: Fahrplanwechsel Juni 2022 | 60 min           |
| S 2   | Nienburg (Weser) – Linsburg – Hagen (Han) – Eilvese – Neustadt am Rübenberge – Poggenhagen – Wunstorf – Dedensen-Gümmer – Seelze – Letter – Hannover-Leinhausen – Hannover-Nordstadt – Hannover Hbf – Hannover Bismarckstraße – Hannover-Linden/Fischerhof – Hannover-Bornum – Empelde – Ronnenberg – Weetzen – Lemmie – Wennigsen (Deister) – Egestorf (Deister) – Kirchdorf (Deister) – Barsinghausen – Winninghausen – Bantorf – Bad Nenndorf – Haste (Han) Stand: Fahrplanwechsel Juni 2022       | 60 min           |
| S 21  | Expresslinie: Hannover Hbf – Hannover Bismarckstraße – Hannover-Linden/Fischerhof – Empelde – Weetzen – Wennigsen (Deister) – Barsinghausen Stand: Fahrplanwechsel Juni 2022 | 60 min (nur HVZ) |

Ebenso verfügt Barsinghausen über einen Busbahnhof (ZOB), der sich direkt neben dem Bahnhof befindet. Von dort aus verkehren einige Regionalbuslinien in die umliegenden Gemeinden. Darüber hinaus besteht seit 1996 in der Kernstadt Barsinghausen ein Stadtbusnetz mit zwei Linien.
Ende des 19. Jahrhunderts wurde von der Straßenbahn Hannover AG (ab 1921: üstra) die Straßenbahnlinie 10 eröffnet, welche 1898 zunächst von Hannover über Empelde, Benthe bis Gehrden verlief. Im Jahr darauf wurde die Linie über Leveste, Langreder, Egestorf bis Barsinghausen verlängert. Bis November 1953 wurde die Straßenbahn auch zum Gütertransport (Kartoffeln/Getreide/Rüben/Steine/Kohle) eingesetzt. Die Personenbeförderung war bereits im Jahr zuvor der Buslinie O 10 übertragen worden (→ siehe auch: Geschichte der Straßenbahn in Hannover).

#### Straßenverkehr
An der nordwestlichen Stadtgrenze liegt die Bundesautobahn 2 (BAB 2), die Barsinghausen von Bad Nenndorf und Wunstorf trennt. Die Bundesstraße 65 von Osnabrück über Minden und Stadthagen verläuft in west-östlicher Richtung durch das Stadtgebiet in Richtung Hannover/Peine. Die Landesstraße 401 führt in Egestorf über den Nienstedter Pass (277 m) in den Landkreis Hameln-Pyrmont.
Seit August 2006 ist die nördliche Umgehungsstraße fertiggestellt, die für eine Entlastung der zentralen Ortsteile Barsinghausen, Kirchdorf und Egestorf vom Querverkehr zwischen BAB 2 und der Bundesstraße 217 in Richtung Hameln sorgt.

## Persönlichkeiten

### Ehrenbürger
- Wilhelm Heß, ehemaliger Bürgermeister[23]
- Walter Theil, ehemaliger Bürgermeister[23]
- Dieter Lohmann, als „Schöpfer des Besucherbergwerks“[24][25]
- Karl Rothmund, ehemaliger Bürgermeister[23]
- Rosemarie Struß, für Verdienste im sozialen und politischen Bereich[24]
- Ernst Ottleben, ehemaliger Bürgermeister von Hohenbostel[26]

### Söhne und Töchter der Stadt
- Heinrich August Wilhelm Blume (1787–1847), Steinmetz, Steinhauermeister, Steinbruch-Besitzer[1] und Steinkohle-Bergwerks-Betreiber
- Ernst Reinecke (1790–1857), Generalauditor der hannoverschen Armee
- Georg von Holle (1825–1893), geboren in Eckerde, Pflanzen- und Insektenkundler
- Karl Sondershausen (1895–1972), Steinmetz und Bildhauer
- Hans Hasse (1905–1983), SS-Sturmbannführer und stellvertretender Führer des Einsatzkommandos 8.
- Kurt Sohns (1907–1990), Künstler, Professor für Architektur TU Hannover
- Herbert Lattmann (* 1944), ehemaliger Bundestagsabgeordneter (CDU)
- Hans Jessen (* 1949), Fernsehjournalist
- Hartmut Andryczuk (* 1957), Verleger
- Rainer Ballin (1959–2022), Journalist, Autor, Rundfunkmoderator
- Florian Reichert (* 1982), Langstrecken- und Ultramarathonläufer

### Personen, die mit der Stadt in Verbindung stehen
- Robert Schulz (1900–1974), SS-Brigadeführer und Mitglied des Reichstages, wohnte und arbeitete nach dem Ende des NS-Regimes als Verwaltungsbeamter in Barsinghausen
- Heinz Erhardt (1909–1979), Schauspieler und Komiker, besuchte von 1919 bis 1924 ein Internat in Barsinghausen
- Herbert Gruhl (1921–1993), Politiker und Autor (Ein Planet wird geplündert)
- Georg Matern (1921–2005), Maler
- Hans-Joachim Mack (1928–2008), General der Bundeswehr, hier verstorben
- Günter Kiehm (1931–2021), Landtags- und Bundestagsabgeordneter
- Hannes Meinhard (1937–2016), Bildhauer und Zeichner
- A. Wiard Wiards (* 1939), Maler, lebt im Ortsteil Stemmen und hat dort ein Künstlerhaus gestaltet
- Jon Symon (1941–2015), Rockmusiker, lebte in den 1970er-Jahren in Barsinghausen
- Udo Mientus (1942–2020), Landtagsabgeordneter
- Lothar Mohn (* 1954), Kirchenmusikdirektor und Präsident des niedersächsischen Musikrats, lebt in Barsinghausen
- Tilman Kuban (* 1987), CDU-Politiker und Bundesvorsitzender der Jungen Union, lebt in Barsinghausen